# Riyad Mahrez
Pour les articles homonymes, voir Mahrez.
Riyad Mahrez (en arabe : رياض محرز), né le 21 février 1991 à Clichy (France), est un footballeur international algérien. Il évolue au poste d'ailier droit au club saoudien d'Al-Ahli FC depuis 2023.
Formé à l'AAS Sarcelles, il devient professionnel au Quimper Cornouaille FC en 2009, où il n'évolue qu'une saison avant de rejoindre Le Havre. Il y passe trois ans au total, jouant d'abord dans l’équipe réserve puis devenant un habitué de l'équipe première.
Transféré en 2014 à Leicester City, il remporte avec eux la Premier League en 2016. Cette même saison, il devient le premier joueur africain à être désigné joueur de l'année PFA, membre de l'équipe de l'année PFA de Premier League et footballeur algérien de l'année. Il signe ensuite pour Manchester City en 2018, remportant quatre championnats d'Angleterre, une Ligue des champions, deux coupes d'Angleterre, trois Coupes de la Ligue anglaise et un Community Shield.
International algérien à partir de mai 2014, il dispute la Coupe du monde 2014, où la sélection algérienne atteint pour la première fois les huitièmes de finale. En 2019, il gagne la Coupe d'Afrique des nations.

## Biographie

### Jeunesse

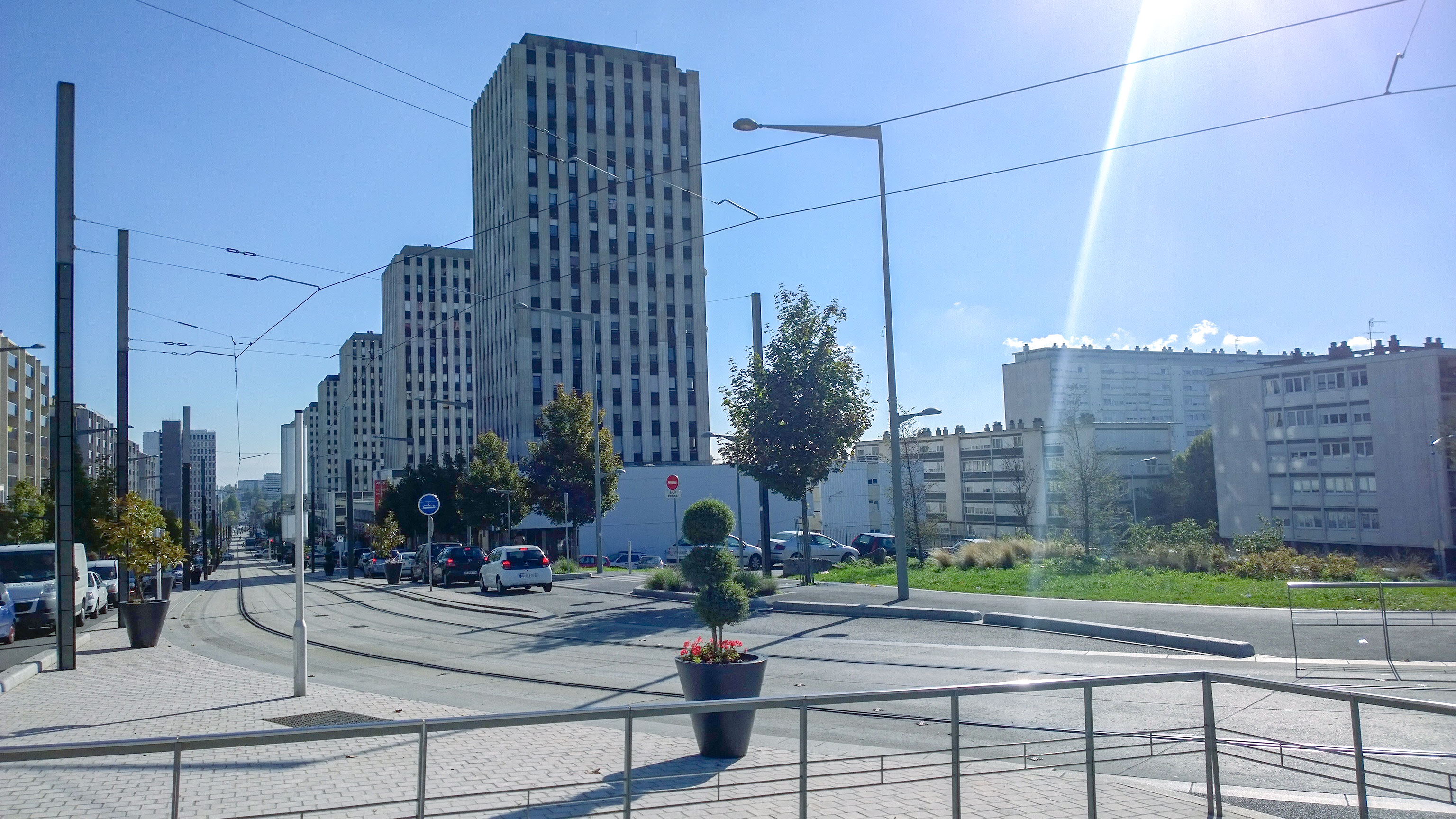
Cité de Sarcelles où Riyad Mahrez a grandi.

Riyad Karim Mahrez est né le 21 février 1991 en banlieue parisienne de parents algériens,. Il a un frère et deux sœurs, et possède la double nationalité française et algérienne. Son père, Ahmed, 
originaire de la ville de Beni Snous dans la Wilaya de Tlemcen, était électronicien et footballeur amateur, ayant joué dans des clubs amateurs en France et en Algérie. Il décède en 2006 des suites d'une crise cardiaque. Sa mère, Halima, également originaire de Tlemcen par son père, est d'origine marocaine du côté de sa mère, et travaille en tant que femme de ménage dans une clinique.
Mahrez grandit à Sarcelles, en région parisienne, où il commence à jouer au football au sein du club de l'AAS Sarcelles. Il cite l'ancien international français, Zinédine Zidane comme étant une source d'inspiration dans sa jeunesse et déclare : « C’est un joueur que j’aimais beaucoup quand j’étais jeune ». Malgré sa technique, ses entraîneurs soulignent dès son jeune âge que sa faible corpulence pourrait constituer un obstacle dans le milieu du football. Il raconte : « Ils ont dit que j'étais trop maigre, que tout le monde allait me pousser hors de la balle. Moi, j'avais une bonne technique mais physiquement je n'étais pas trop fort. Et je n'étais pas rapide. Mais j'ai toujours travaillé dur. ». Riyad Mahrez se fait alors remarquer par Ronan Salaün, qui témoigne : « Son niveau m’avait tout de suite interpellé, mais j’avais du mal à comprendre comment il avait pu passer entre les mailles des filets des clubs professionnels, qui sont omniprésents en région parisienne. On l’a malgré tout gardé pour animer les stages d’été, mais au moment de lui faire signer un contrat fédéral (le club ne pouvait pas utiliser de joueurs mutés), il a fallu se montrer convaincant, auprès d’Yvon Kermarec, le patron du club. Riyad nous l’a bien rendu par la suite. »
En 2016, Mahrez évoque au journal L'Équipe ses débuts difficiles dans le football : « Quand Quimper m'a proposé un essai, le billet de train coûtait 160 euros. J'avais dit à ma mère : « T'inquiète, je vais te les rendre, je vais percer ». Aujourd'hui, je le lui ai enfin bien rendu ».

### Carrière en club

#### Parcours amateur et début au Havre
Attaquant polyvalent, capable également d'évoluer au milieu de terrain, Riyad Mahrez débute dans le club de Sarcelles, où il joue de 12 à 16 ans.
En 2009, il est repéré par le club de Quimper, évoluant en CFA, où il touche 700 euros par mois. Il y reste une saison, disputant  27 matchs et inscrivant 2 buts. Durant l'été 2010, des clubs comme le Paris Saint-Germain et l'Olympique de Marseille le suivent de près, mais Mahrez choisit de rejoindre le Havre AC, évoluant en Ligue 2. Il débute avec l'équipe réserve en CFA, où il inscrit dix buts lors de la première moitié de saison. Ses performances incitent les dirigeants du Havre à lui offrir un contrat professionnel de trois ans au début de l'année 2011. En deux saisons de CFA, il inscrit un total de 24 buts, démontrant également une belle aisance technique.
Cédric Daury, alors entraîneur du Havre, l'intègre à l'équipe première durant l'été 2011. Mahrez prend le numéro 22 et dispute son premier match professionnel le 29 juillet 2011 contre Angers en remplaçant Yohann Rivière en fin de rencontre, lors de la victoire 2-1 de sa formation. Cependant, il joue rarement, son entraîneur le jugeant trop frêle pour la Ligue 2. Ce n'est qu'à la suite du départ de l'attaquant vedette de l'équipe Ryan Mendes 
que Mahrez obtient plus de temps de jeu, bien qu'il continue à être remplaçant.
La saison 2012-2013 marque un tournant dans sa carrière. Sous la direction de l'entraîneur Erick Mombaerts, Mahrez devient titulaire sur l'aile droite du milieu de terrain. Il dispute 34 matchs de championnat terminant la saison avec quatre buts et six passes décisives.

#### Années avec Leicester City

##### Champion de Championship en 2014
À 22 ans, en janvier 2014, il part jouer en Angleterre et signe en faveur de Leicester City pour trois ans pour un montant d’environ 500 000 €. À ce moment-là, le club était déjà leader de Championship (deuxième niveau). Il porte le numéro 26. Sous les ordres de l'entraineur Nigel Pearson, ce dernier fait rentrer Ryad Mahrez pour la première fois en Championship à la 79e minute à la place de Lloyd Dyer, face à Middlesbrough, le 25 janvier 2014. Le premier but de Ryad Mahrez sous les couleurs de Leicester a lieu le 19 février 2014 face à Nottingham Forest. Il rentre à la 70e minute à la place de l'ancien guingampais Anthony Knockaert. Il marque à la 82e minute à la suite du pénalty raté de son coéquipier, l'ancien international anglais Kevin Phillips. Grâce à ce but, il permet à son équipe de revenir à 2-2 et d’obtenir un match nul. À la suite de ces prestations, l’entraîneur lui donne plus de temps de jeu. Ainsi, Ryad Mahrez joue son premier match en tant que titulaire le 1er mars 2014 face à Charlton. Lui et son équipe s'imposent sur le score de 3-0. Il finit homme du match le 15 mars 2014, où Ryad marque un but à la 60e minute et fait une passe décisive à son coéquipier, l'international jamaïcain, Wes Morgan. Pour ses six premiers mois en Angleterre, il dispute 19 rencontres de championnat pour trois buts inscrits et remporte le championnat avec les Foxes.

##### Maintien en Premier League 2014-2015

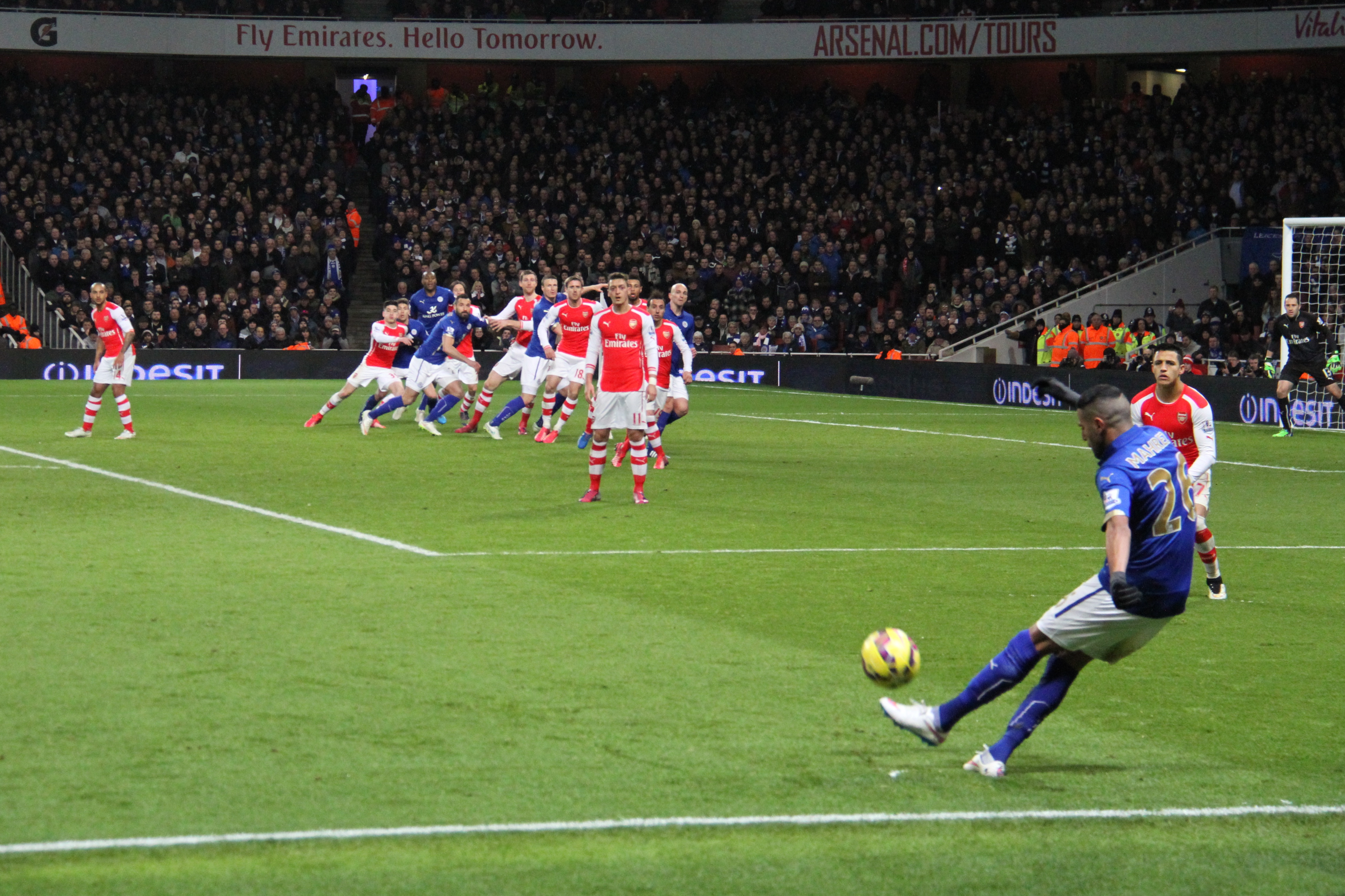
Mahrez tirant un coup franc face à Arsenal en 2015.

Après une participation historique à la Coupe du monde 2014 avec sa sélection, et à l’image des anciens internationaux algériens comme Ali Benarbia, il découvre la Premier League la saison suivante et y joue son premier match le 16 août 2014, face à Everton. Le match se termine sur un score nul 2-2. À la suite de sa prestation dans ce match, l’entraîneur ne le fait plus titulaire indiscutable et le met en concurrence avec Marc Albrighton. Riyad goûtera même au banc face à Manchester United le 21 septembre 2014. Grâce à cette concurrence saine, le joueur se remet en question. Il faudra attendre le 4 octobre 2014, soit la huitième journée de Premier League face à Burnley pour que le joueur se révèle vraiment. Riyad Mahrez donne dans un premier temps une passe décisive à l'international ghanéen Jeff Schlupp, ce qui lui permet d'ouvrir le score. Il inscrit ensuite son premier but en Premier League à la 40e minute qui permet à son équipe de mener 2-1 avant de finir sur un match nul. Mahrez est par ailleurs élu homme du match. Cependant, il ne joue pas le match suivant face à Newcastle United, où son équipe perd sur le score de 1-0. Il revient jouer un match complet le match suivant face à Swansea City mais sans résultat. Son équipe et lui perdent sur le score de 2-0. À la suite de ce match, Riyad Mahrez sera mis en touche en allant au banc durant deux matchs. Après de nombreux matchs sans victoires, son équipe est en danger d'être reléguée. Le dernier match de l’année 2014, le 28 décembre 2014, Riyad Mahrez offre la victoire à son équipe.
L’année 2015 est une bonne année pour Riyad Mahrez et ses camarades. Le premier match de l'année se joue contre Liverpool. Le match est dans un premier temps mal joué par les Foxes et les Reds mènent 2-0 à la mi-temps grâce à un penalty transformé par Steven Gerrard. En seconde période, son équipe revient sur le score de 2-1 et Ryad crée une passe décisive à Jeff Schlupp qui permet l'égalisation. Le match se termine sur le score de 2-2. Les trois matchs suivants (Newcastle United, Aston Villa, et Stoke City), il se trouve dans un premier temps sur le banc et, par la suite, il ne sera pas appelé, car Mahrez doit se préparer avec la sélection algérienne pour participer à la Coupe d'Afrique des nations 2015.
Après la Coupe d'Afrique 2015, il reprend dès le 15 février, face à Crystal Palace, mais son équipe et lui perdent 1-0. Depuis ce match, l’entraîneur le remet de nouveau en concurrence face à Albrighton. Il faut attendre sept matchs pour voir Mahrez et son équipe s'illustrer, face à West Ham le 4 avril 2015, où son équipe et lui gagnent sur le score de 2-1. Sur ce match, il ne joue qu'à partir de la 46e minute. Au match suivant, face à West Bromwich, il ne fait pas partie du groupe des titulaires. Il rentre à la 64e, quand son équipe perd 2-1, à la place de l'Argentin Leonardo Ulloa, et change le cours du match : les Foxes gagnent le match par 2-3. Malgré ce très bon match, il faut attendre le 2 mai 2015 pour voir Mahrez faire partie du 11 rentrant, face à Newcastle United. Au match suivant, il inscrit son premier doublé dans sa carrière de footballeur face à Southampton FC aux 7e et 19e minutes. Son équipe et lui réussissent à se maintenir en Premier League, il participe même au dernier match face aux Queens Park Rangers où lui et son équipe gagnent haut la main sur le score de 5-1. Les Foxes terminent 14e du championnat.

##### Champion d’Angleterre avec les Foxes (2015-2016)

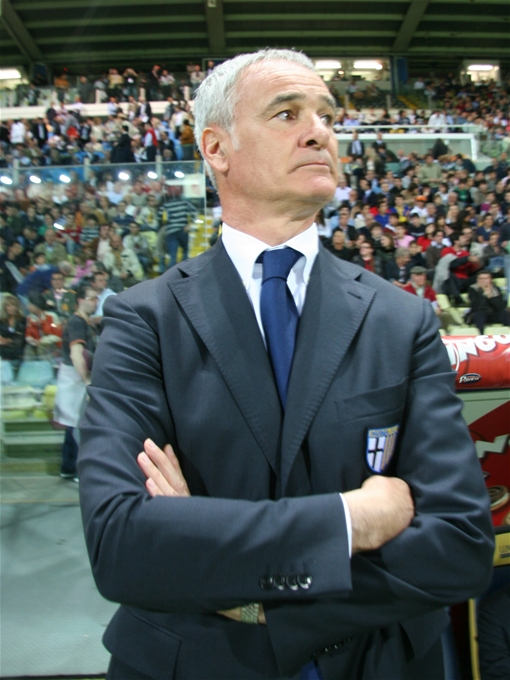
Ranieri prend les rênes de Leicester à l’été 2015.

À l'été 2015, le club de Leicester City décide de mettre fin au contrat de Nigel Pearson, remplacé par Claudio Ranieri qui entraînait jusque là l’équipe nationale de Grèce. Sous son égide, Riyad Mahrez prend réellement son envol lors de la saison 2015-2016, historique pour lui et son club.
Il débute dès la première journée de Premier League en inscrivant deux buts face à Sunderland (victoire 4-2) et est élu homme du match. Au match suivant, face à West Ham, Riyad Mahrez inscrit un but à la 38e minute et son équipe l'emporte sur le score de 1-2. Pour la troisième journée de suite, il inscrit un but face à Tottenham, bien que son équipe était menée 0-1 à la suite du but de l'international anglais Dele Alli à la 81e. Mahrez, une minute plus tard, inscrit le but dans un match très serré. Ce but est par la suite d'une importance capitale pour le titre. Le 19 septembre, il réduit le score sur penalty contre Stoke City, avant de délivrer une passe décisive pour l'égalisation de Jamie Vardy. Il délivre deux nouvelles passes décisives à l'attaquant anglais, pour une nouvelle égalisation 2 à 2 à Southampton, puis pour le but de la victoire lors de la réception de Crystal Palace le 24 octobre avant de retrouver lui-même le chemin des filets trois jours plus tard en League Cup contre Hull City. Néanmoins, après avoir ouvert le score à la 100e minute de jeu, Abel Hernández égalise et Riyad Mahrez est le seul à manquer son tir au but en fin de match. Il se rattrape le 31 octobre avec un doublé à West Bromwich Albion (victoire 2-3). Le 5 décembre 2015, il réalise le premier triplé de sa carrière face à Swansea City (victoire 0-3, 15e journée) et devient par la même occasion le premier Algérien à réaliser un coup du chapeau en Angleterre. Ce même jour, Leicester devient leader de Premier League, avec deux points d'avance. Le 14 décembre, Leicester bat le champion en titre Chelsea 2-1, avec des buts de Jamie Vardy et de Riyad Mahrez. Le 19 décembre, à Goodison Park, Mahrez marque deux penaltys contre Everton, offrant la victoire aux siens sur le score de 2-3. Ce résultat offre à Leicester la tête de la Premier League le jour de Noël. Plus la saison avance, plus l'espoir d'une qualification en Ligue des champions se profile pour Mahrez et son club.

« Vardy et Mahrez ont été fantastiques, mais ils ne sont que le sommet de l'iceberg, derrière eux, tout le monde a fait preuve d'un grand état d'esprit. Chacun travaille dur l'un pour l'autre dans cette équipe. »

— Claudio Ranieri

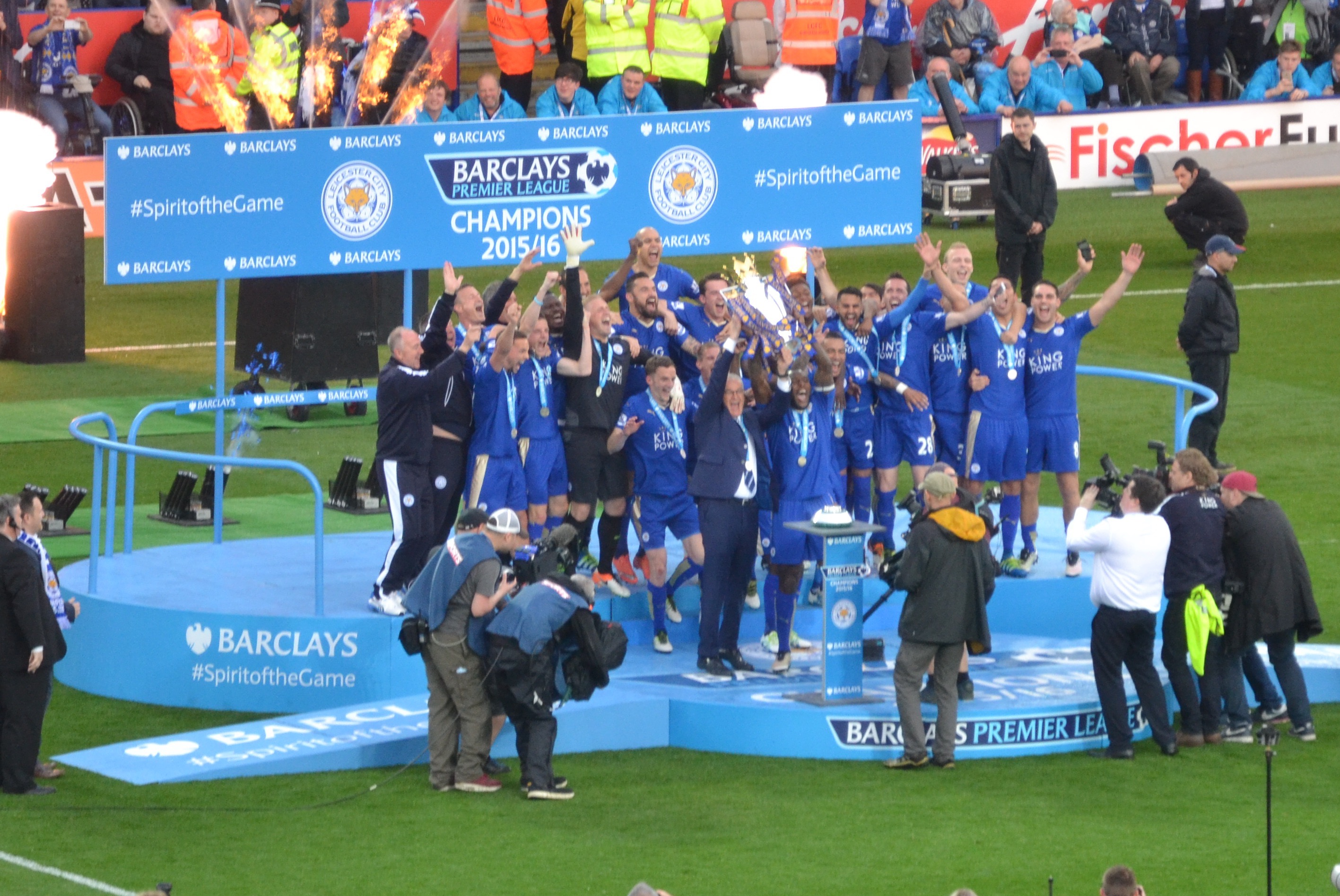
Les joueurs de Leicester sacrés champions d'Angleterre.

Après cette saison historique pour les Foxes et Mahrez, ce dernier se voit récompensé de titres individuels notables, notamment le 21 avril 2016. Leicester compte quatre représentants dans l'équipe-type de l'année de Premier League, parmi lesquels le Français N'Golo Kanté et l'Algérien Riyad Mahrez. Dimitri Payet est présent à gauche de ce 4-4-2 dont le duo d'attaque est composé de Harry Kane et Jamie Vardy. Le 24 avril 2016, c'est la consécration pour l'international algérien qui se voit remettre le titre de meilleur joueur de Premier League pour la saison 2015-2016. Il devient le premier joueur africain à recevoir ce titre grâce à sa saison exceptionnelle chez les Foxes de Leicester. Les supporters de Leicester City l'ont aussi élu meilleur joueur du club pour la saison 2015-2016, un nouveau trophée individuel qui s'ajoute à son palmarès pour sa saison incroyable.

##### Première saison en Ligue des champions (2016-2017)
Après cette saison historique, il est convoité par de nombreux clubs, comme Manchester City, Paris Saint-Germain, Arsenal et deux clubs espagnols, le FC Barcelone et l'Atlético de Madrid. Contrairement à son collègue N'Golo Kanté qui quitte le club pour rejoindre Chelsea, le 17 août 2016, Riyad Mahrez décide de prolonger son contrat jusqu'en juin 2020 avec Leicester.

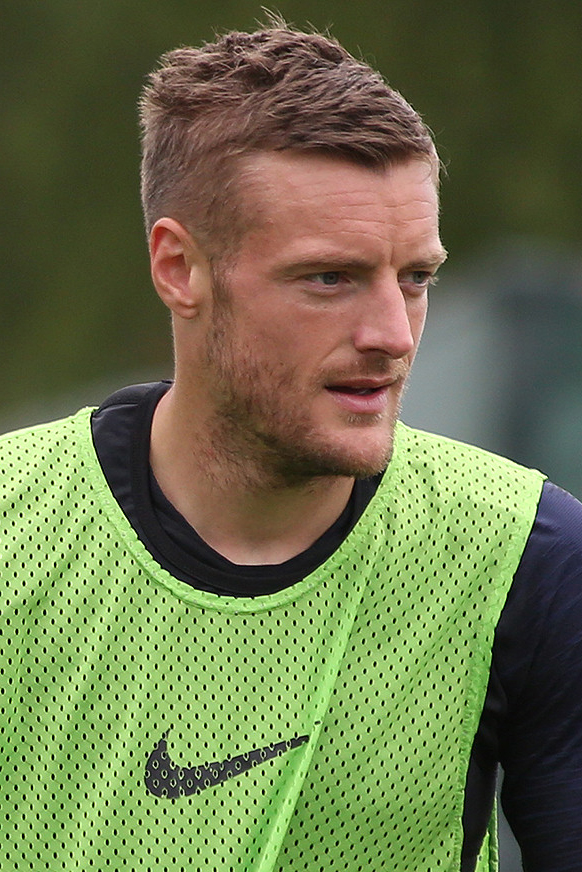
Jamie Vardy et Mahrez forment le duo d'attaque pour cette saison.

Après avoir perdu pour son premier match officiel contre Manchester United lors du Community Shield, le 7 août 2016 (défaite 2-1), il joue la première journée du championnat contre Hull City. Malgré un bon match de sa part comme buteur pour la première fois de cette saison à la 47e minute, son équipe et lui perdent sur le score de 2-1. De retour de la trêve internationale et après la lourde défaite contre Liverpool (défaite 4-1) en championnat, Riyad Mahrez joue pour la première fois de sa carrière de footballeur dans la Ligue des champions, face au club belge Club Brugge KV où Leicester City gagne le match avec 3 buts à 0. Il est l'homme du match en réalisant un doublé respectivement à la 29e minute sur un magnifique coup de côté au gardien qui ne peut rien faire pour l’arrêter, suivi à la 61e minute où, sur une passe de Jamie Vardy, il conclut le but du break, victoire finale 3-0 de Mahrez et les siens,.
Au match suivant en championnat face à Burnley, il est passeur d'un but contre son camp de Ben Mee, au dernier quart d'heure de jeu 78e minute. Cette victoire 3-0 permet à Leicester City de remonter au classement, alors que le natif de Sarcelles et son équipe étaient proches de la relégation. Pour la deuxième journée de Ligue des champions, où Leicester concourt pour la première place face au FC Porto, il offre une passe décisive sur un centre à son coéquipier de sélection Islam Slimani à la 25e minute (victoire 1-0). Après avoir marqué le but de la victoire le 18 octobre 2016 contre le FC Copenhague sur un centre de Slimani et une reprise de volée, pour la troisième journée de coupe d'Europe, il marque le second but sur penalty à la 29e minute contre le Club Brugge KV en match retour, qui permet aux Foxes de prendre définitivement la première place du groupe. Le dernier match de l’année 2016, il joue contre West Ham United, et son équipe et lui finissent l’année sur une victoire 1-0. Il sort à la 70e minute au profit de Christian Fuchs.
Riyad Mahrez reçoit le 2 janvier 2017 de la part de la BBC le titre de joueur africain de l'année 2016, récompensant son implication dans le succès de Leicester, vainqueur de la Premier League 2015-2016. « C'est énorme, c'est très important pour les joueurs africains, je suis très heureux et très fier », déclare alors l'international algérien, septième au classement du Ballon d'or France Football 2016.
De retour après une Coupe d'Afrique décevante, Leicester City subit cinq défaites d’affilée (trois après le retour de Mahrez), en championnat et une défaite (2-1) au match aller face au FC Séville en huitième de final de Ligue des champions. À la suite de ces mauvais résultats, après deux ans sous son coaching, Riyad Mahrez ne sera plus entraîné par Claudio Ranieri, qui est démis de ses fonctions. Le 23 février 2017, son adjoint Craig Shakespeare prend le relais et, dès son arrivée, Mahrez et son club retrouvent la victoire face à Liverpool (3-1). Les deux matchs suivants, Mahrez retrouve le chemin des filets où il est buteur contre Hull City (victoire 3-1) et contre West Ham United (victoire 2-3). Avant ce dernier match, le 14 mars 2017, au match retour face au club andalou en Ligue des champions, il offre une passe décisive sur coup franc au défenseur jamaïcain Wes Morgan, qui la dévie au fond des filets avec sa tête, permettant une victoire 2-0 des Foxes qui se qualifient pour les quarts de finale,.
Contrairement à l’année précédente où il était au sommet d'un point de vue sportif, pour de nombreux supporters et journalistes, Mahrez n'a plus ce niveau, cela se constate en quart de finale de Ligue des champions, où Riyad Mahrez affronte l'Atlético de Madrid : au match aller son équipe perd sur le score de 1-0, et au match retour, le score nul des Foxes (1-1) signifie la fin de l’aventure européenne pour l'international algérien.
En fin de saison, il réalise quelques matchs corrects notamment face à Crystal Palace où il est passeur pour Jamie Vardy pour le 2-0. Malgré cela, l’équipe adverse revient sur le score de 2-2 et le match se termine sur ce nul. Le 6 mai 2017, il marque son dernier but de la saison contre Watford, dans une victoire 3-0, qui permet aux Foxes de rester officiellement en Premier League. Globalement, cette saison reste décevante pour le meilleur joueur d’Angleterre 2016, où il réalise seulement dix buts, toutes compétitions confondues, et seulement sept passes décisives au bout de 48 matchs[réf. nécessaire].

##### La saison de trop (2017-2018)

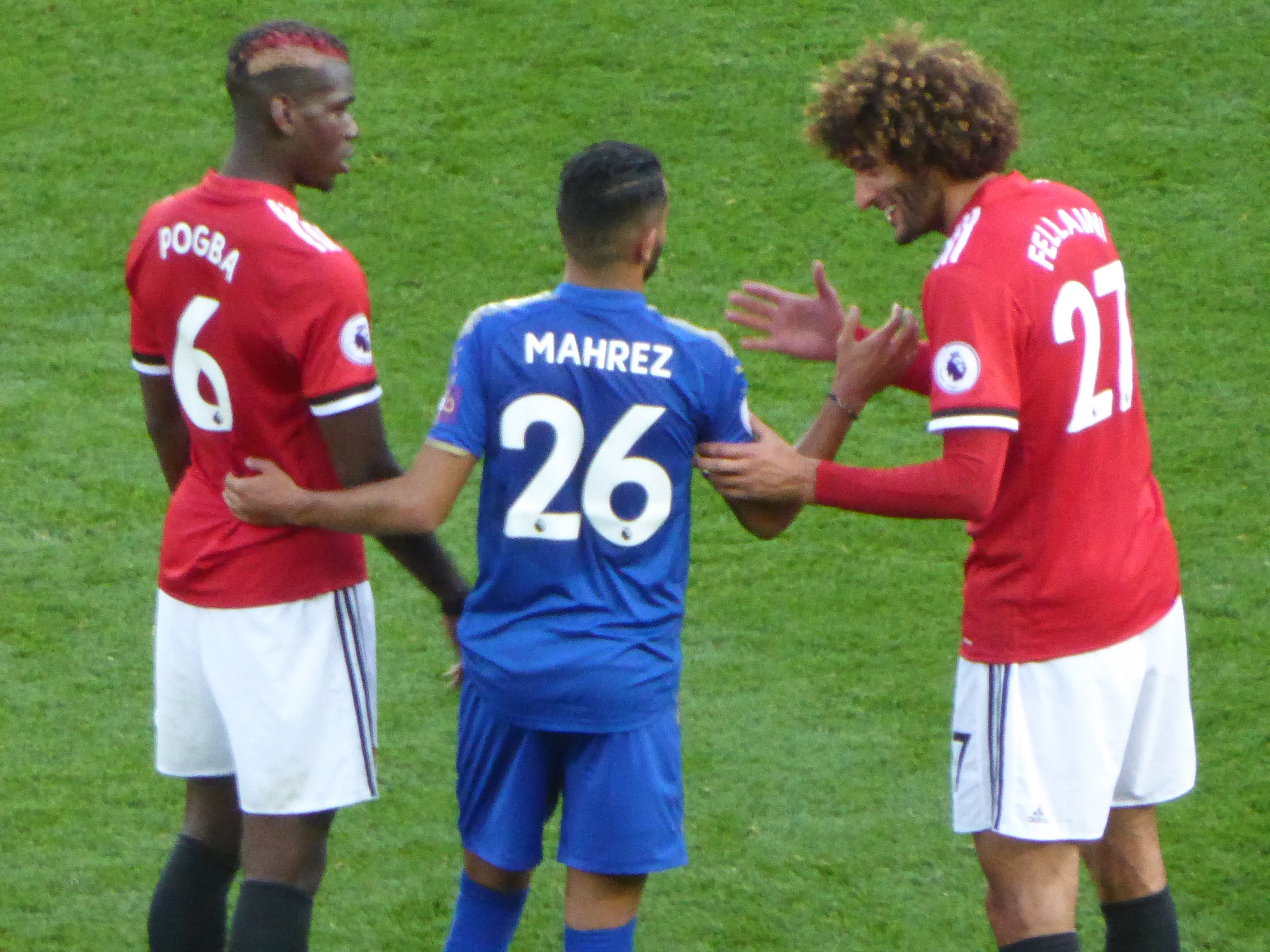
Mahrez avec Paul Pogba et Marouane Fellaini en 2017.

Alors qu'Arsenal et l'AS Roma sont intéressés par Riyad Marhez, ce dernier manifeste son désir de quitter Leicester pour le club de la capitale italienne. Leicester réclame une somme d'environ 55 millions d'euros pour le transfert. Le club italien propose à Riyad Marhez un salaire de 3 millions d'euros par an et fait plusieurs offres à Leicester, d'abord 25 millions d'euros, puis 30, puis 35 millions d'euros,. Fin août 2017, les négociations échouent : Rome propose 38 millions d'euros et Leicester demande 50 millions d'euros,. Le FC Barcelone manifeste également un bref intérêt pour le joueur. Arsenal déclare dans un premier temps qu'il n'est plus intéressé par Mahrez, puis change d'avis. Mais Leicester refuse de céder le joueur pour moins de 44 millions de livres.
Étant donné qu'aucun transfert ne s'est concrétisé, il débute cette saison avec les Foxes lors d'un tournoi amical international en Asie. Il joue son premier match dans ce tournoi face à West Bromwich Albion où il égalise pour son équipe (24e minute). Son équipe passe aux tirs au but. Le match suivant face au Reds de Liverpool, il perd en finale et est remplacé par Ahmed Musa. Il marque un but en amical quatre jours plus tard. Il commence sa saison officielle dès la première journée de Premier League face à Arsenal. Malgré son rendement et celui de son équipe pour laquelle il effectue une passe décisive sur corner à Jamie Vardy, ils perdent sur un match assez prolifique en buts sur le score de 4-3. Pour la deuxième journée, il est passeur pour Harry Maguire à la 54e minute contre Brighton. Pendant deux mois l’Algérien ne parvient pas à trouver le chemin des filets ou être passeur. C'est le 16 octobre 2017, que cette série de disettes se brise : il marque dix minutes avant la fin du match face à West Bromwich,. Au cours de la neuvième journée, il est passeur d'un but contre son camp du défenseur central Federico Fernández contre Swansea City. Le match se termine par une victoire des Foxes (1-2). La journée suivante, il marque le troisième but contre Leeds United en Coupe de la Ligue. Le 25 octobre 2017, Claude Puel prend la place de Craig Shakespeare. Le 14 octobre 2017, pour son premier match sous sa direction, Mahrez est passeur face à Everton[Ce passage est incohérent]. Avant la trêve internationale, il inscrit le but de l’égalisation (2-2) lors du match contre Stoke City. De retour de la trêve, Mahrez enchaîne de bonnes prestations, notamment contre Tottenham Hotspur où il marque un but, Newcastle United où il égalise à la première mi-temps (score final 2-3 pour les Foxes) et Southampton où il marque aussi le premier but (victoire 1-4). Avant le Boxing Day, Riyad Mahrez reçoit son premier carton jaune de la saison face à Manchester United. Pendant cette période, il marque son dernier but de l'année 2017, contre Watford à la 37e. Cependant, son équipe perd 2-1 et il joue le dernier match de l’année contre Liverpool. Là aussi bien qu'il soit passeur pour Vardy, (troisième minute) son équipe perd sur le même score de 2-1.
Pour cette nouvelle année, le 1er janvier 2018, Mahrez commence par un but face à Huddersfield. Le 16 janvier 2018, son entraineur envoie un signal fort à son joueur : Riyad Mahrez reçoit le brassard de capitaine, ce qui demeure une première pour l’ancien havrais. Il remplit son rôle en étant passeur contre Fleetwood Town (2-0) et quatre jours plus tard, en championnat, il inscrit le deuxième but contre Watford. Lors du mercato d'hiver, Mahrez est en conflit avec les dirigeants de Leicester City. L'international algérien ne se présente pas à l'entrainement durant quelques jours pour manifester son mécontentement après son transfert avorté à Manchester City, à la suite de cela, la direction des Foxes, décide de le suspendre contre Swansea City. Il est de nouveau incorporé dans l’équipe le 10 février 2018, face justement à Manchester City. Durant le mois de mars 2019, il enchaîne deux bons matchs en championnat contre Bournemouth, où il marque à la dernière minute, ce qui permet à son équipe d’éviter la défaite (1-1), et West Bromwich Albion où il réalise une passe décisive pour Jamie Vardy à la 21e et inscrit un but à la 62e minute. Il marque aussi lors des derniers matchs de la saison, face à Arsenal (90e minute). Le 13 mai 2018, Riyad Mahrez joue son dernier match sous les couleurs de Leicester City face à Tottenham Hotspur, où d'ailleurs, dans un match assez prolifique, il marque un but (défaite 5-4). Pendant le Mercato d’été 2018, Manchester City et Leicester City trouvent finalement un accord,,. Après quatre ans et demi à Leicester City, un titre de Premier League historique en 2016, et 48 buts inscrits en 179 matchs, Mahrez fait ses adieux au club.

#### Avec Manchester City

##### Saison compliquée (2018-2019)

Pep Guardiola a fait venir personnellement Mahrez à City.

Le 10 juillet 2018, il signe avec Manchester City pour 68 millions d'euros, le transfert le plus cher de l'histoire de Manchester City : 

« Je suis si heureux de rejoindre City, qui joue un football extraordinaire sous la direction de Pep Guardiola, qui a terminé en tête du championnat anglais la saison dernière. Je pense que nous pouvons avoir de grands succès ensemble dans les prochaines années, et je pense que mon jeu peut encore se développer grâce à Pep. »

— Riyad Mahrez
Il participe à l'International Champions Cup 2018, où son premier match officiel est face à Borussia Dortmund, où il est remplacé par Patrick Roberts à la 73e minute, et où City perd 1-0. Grâce à ses performances en rencontres amicales, Pep Guardiola décide de le titulariser le 5 août 2018, contre Chelsea où il joue 68 minutes avant d'être remplacé par Gabriel Jesus. Il remporte le Community Shield (2-0). Dès la première journée, il joue le choc face à Arsenal, il se distingue par son automatisme avec son latéral Kyle Walker, mais sera remplacé à la 59e minute au profit de Kevin De Bruyne, pour la première fois de cette saison. Au match suivant contre Huddersfield, il commence sur le banc, avant de permuter avec David Silva à la 64e minute, les Sky Blues gagnent par 6-1. Le 19 septembre 2018, il joue son premier match de Ligue des champions avec Manchester City, contre l'Olympique lyonnais à l'Etihad Stadium en rentrant à la 76e à la place de Raheem Sterling. À la surprise générale, il s’incline avec City (1-2),. Après des débuts difficiles, il marque son premier but avec Manchester City contre Cardiff, lors de la sixième journée de Premier League (il signe d'ailleurs un doublé), et se fait élire homme du match. Pour son premier match en Coupe de la Ligue sous les couleurs des Citizens, il marque le deuxième des trois buts du match, menant à la victoire de City (0-3). Aux deux matchs suivants, contre Brighton et TSG 1899 Hoffenheim, en Ligue des champions, il est sur le banc et fait quelques brèves rentrées. Le 7 octobre 2018, Mahrez et son équipe affrontent Liverpool. Lors de ce qui peut être considéré comme le choc de Premier League, à sa grande déception, l'ancien joueur de Leicester rate à la fin du match un penalty. Il reçoit beaucoup de critiques de la part des supporters de Manchester City, et notamment de certains médias,. De retour de la trêve internationale, Guardiola décide quand même de le titulariser le match suivant face à Burnley. Manchester City s'impose sur le score de 5-0, avec Riyad Mahrez qui inscrit le quatrième but d'une jolie frappe enroulée. Deux match suivants, il marque un but très important face à une équipe de Big Four, (Tottenham Hotspur) (Tottenham ne fait pas partie du big four)[Information douteuse]. Avec ce but, il rend hommage à son ancien président à Leicester City, victime d'un accident d'hélicoptère. Le 7 novembre 2018, il remporte le prix du joueur du mois Etihad, qui chaque mois récompense le meilleur de Manchester City. Ce jour même, il joue avec City, en Ligue des champions face au Chakhtar Donetsk. Il fait une passe décisive à Raheem Sterling et marque son premier but dans cette C1. Le 4 décembre 2018, il permet à son club de prendre la première place du classement de Premier League, grâce dans un premier temps à une passe décisive à Leroy Sané à la 40e minute, puis en marquant d'une semi reprise de volée à la 51e minute, il est alors sans surprise l'homme du match. Il joue le dernier match de Manchester City pour l'année 2018, durant le Boxing Day, face à Southampton, mais il sort à la 83e, remplacé par Leroy Sané.
En 2019, Pep Guardiola, décide de ne pas faire jouer Mahrez en Premier League, les seuls matchs que Mahrez jouera seront en Coupe de la Ligue anglaise et en Coupe d'Angleterre. Le 6 janvier 2019, il marque un but contre Rotherham United, en coupe nationale (Coupe d'Angleterre), sur une passe de İlkay Gündoğan. Trois jours plus tard, en Coupe de la Ligue, il est l'homme du match face à Burton Albion : il est double passeur clef respectivement à la 57e pour Gabriel Jesus et la 77e pour Kyle Walker. À la dernière minute, il inscrit le neuvième et dernier but du match (9-0). Pendant quelques semaines, il ne joue pas, se trouve sur le banc, sans être incorporé dans le jeu de Manchester City. Pire, il n'est même pas sur la feuille de match, notamment contre Huddersfield. On le retrouve seulement dans les coupes nationales, que ce soit le mach retour contre Burton Albion ou Burnley où d’ailleurs dans ce match, il sera passeur à la 61e minute. On le retrouve sur le terrain en Premier League seulement trois minutes en remplaçant Kevin De Bruyne, lors d'un match choc face à Chelsea, le 10 février 2019. Pour beaucoup de supporters et de médias, la place de Mahrez au sein de l’équipe de Manchester City est bel et bien remise en cause. Après le match de City face à Newport County en Coupe d'Angleterre, où Mahrez s'illustre avec un but à la dernière minute (94e), le technicien catalan met les choses au clair concernant son avenir au club :

« Cela m’attriste car il s’entraîne formidablement bien. C’est un joueur incroyablement talentueux, mais en ce moment, on a cinq attaquants. On est contents de lui, mais malheureusement, je ne suis pas gentil avec lui. En fait, je ne peux pas lui donner les minutes qu’il mérite, et j’en suis désolé. Je n’ai aucun doute sur ses qualités. Tout ce qu’il a à faire, c’est de continuer, de ne pas trop se plaindre, d’avancer et de se battre, encore et encore. Donnez-lui cinq ou six matchs d’affilée et il sera au niveau des Sterling et Bernardo Silva. »

— Pep Guardiola
Le 24 février 2019, Riyad Mahrez remporte son deuxième titre avec les Citizens en décrochant la Coupe de la Ligue anglaise face à Chelsea dans une séance de tirs au but. Comme promis, Guardiola décide de le mettre dans le onze titulaire face a West Ham United où il fait un match relativement décevant. Lors de la 29e journée contre Bournemouth, il rentre à la place de Kevin De Bruyne, sorti sur blessure. Il retrouve le chemin des filets en inscrivant le seul but du match et par la même occasion le but de la victoire, très important pour la course au titre car la Manchester City reprend alors la première place à Liverpool. Grâce à cette victoire, le 9 mars 2019, Pep Guardiola décide le mettre dans le groupe titulaire face à Watford. Il y réalise encore une passe décisive, pour Raheem Sterling, sur un centre. Il reçoit le 9 avril 2019 son premier carton jaune de la saison contre Tottenham Hotspur, au match aller de quart de finale de la Ligue des champions.
Pendant plus d'un mois il ne retrouve plus le terrain, jusqu'au 12 mai 2019, où Riyad Mahrez gagne le titre de champion d’Angleterre pour la première fois avec Man City et la deuxième fois personnellement, après avoir pris part au match sur le terrain de Brighton, pour le compte de l'ultime journée de la Premier League anglaise. Il s'y distingue avec une passe décisive et un but splendide permettant à Manchester de gagner sur le score de 4 buts à 1. Le 18 mai suivant, le joueur remporte son quatrième titre avec son équipe après la victoire face à Watford FC en finale de la FA Cup, sur le score de 6 buts à 0.

##### Ascension durant la saison 2019-2020
|                                                                                           |  |  |
| L'Algérien forme avec Kevin De Bruyne et Raheem Sterling le trio d'attaque des Sky Blues. |  |  |

Après son sacre africain, Pep Guerdiola décide de ne pas appeler Mahrez pour disputer, le 4 aout 2019, le Community Shield face à Liverpool, bien que ce dernier ait dans un premier temps insisté avant de renoncer car, sur le plan de la santé, Mahrez n’était pas encore prêt. Contrairement à la saison précédente, où Mahrez n’était pas forcément au premier plan du jeu de Manchester City, le 10 août 2019, face à West Ham United, il délivre sa première passe décisive de la saison à son coéquipier Raheem Sterling à la 75e minute de jeu. Quinze minutes après, durant le temps additionnel, Mahrez donne une deuxième passe décisive, toujours à Sterling. Son équipe et lui s'imposent sur le score de 5-0. Grâce à cette performance, Guardiola pense que l'Algérien peut jouer un rôle clé dans la quête de City pour remporter plus de trophées cette saison. Cependant, le 17 août 2020, à la veille du match contre Tottenham, l’entraîneur catalan met une nuance sur le fait que c'est seulement le début de saison et que Riyad Mahrez est toujours dans ses plans en concurrence avec Bernardo Silva et Leroy Sane, même si ce dernier va par la suite quitter City pour le Bayern Munich,. Il joue seulement onze minutes, en remplacement de Bernardo Silva, à la 80e minute, et le score du match est un match nul 2-2. Le match suivant, contre Bournemouth, il est toujours remplaçant de l'international portugais, et ne joue cette fois-ci que douze minutes, en rentrant à nouveau à dix minutes de la fin du match (79e). Néanmoins, son équipe s'impose (1-3),. Il faut attendre la fin du mois d’août, soit la quatrième journée, pour voir l’attaquant algérien de retour dans le onze de départ de Pep Guardiola, face à Brighton & Hove Albion, où il réalise un bon match,. Ainsi, avant la trêve internationale, Mahrez aura été titulaire deux fois sur cinq matchs des Citizens.
De retour de la trêve internationale, il est remplaçant face au promu Norwich City, toujours en permutation avec Bernardo. Il rentre à la 73e minute et son équipe perd sur le score de 3-2. Le 18 septembre 2019, il joue le premier match de Manchester City en Ligue des champions 2019-2020 contre le Chakhtar Donetsk. Dès la 24e minute, il inscrit son premier but en Ligue des champions cette saison, qui est aussi le premier de City. À la 38e, il délivre une passe décisive à İlkay Gündoğan qui conclut le 2-0 avant la mi-temps. Pour ce premier match au stade Metalist, Mahrez et son équipe s'imposent sur le score de 3-0,. Grâce à cette performance, il est titularisé le match suivant en Premier League face à Watford. Son équipe et lui gagnent avec le score implacable de 8-0. Il marque sur coup franc durant la 12e minute et là aussi offre une passe décisive à Kevin De Bruyne en fin de match (85e). Pendant le match, Manchester City réussit à marquer cinq buts en seulement 18 minutes de jeu contre Watford, c'est tout simplement le plus rapide 5-0 de l'histoire de la Premier League, selon les statistiques d'Opta,. Le match suivant, laissé au repos contre Preston (incorporé à la 73e), Ryad retrouve le onze de départ le 28 septembre à l’occasion du déplacement des Citizens sur la pelouse d’Everton. Il permet, sur un coup franc direct, de marquer le deuxième but des Sky Blues, et d'ainsi prendre l'avantage. À la fin du match, son équipe s'impose sur le score de 1-3, et il est élu homme du match. Il permet in fine à Manchester City de continuer leur course au titre face à Liverpool,. Lors de la deuxième journée du premier tour en Ligue des champions contre le Dinamo Zagreb, Mahrez offre une deuxième passe décisive à Sterling qui permet d'ouvrir le score. Le match se termine par une victoire des coéquipiers de Riyad Mahrez avec le score de 2-0. Avant la seconde trêve internationale, il dispute un match moyen contre Wolverhampton, où il est d'ailleurs remplacé à la 59e minute. Les Mancuniens perdent par 2-0, et prennent ainsi un retard de huit points avec Liverpool, pour la première place du classement,.
Après son retour des matchs internationaux, il est mis au repos contre Crystal Palace. Il retrouve le terrain le 22 octobre 2019 contre l'Atalanta Bergame, en coupe d'Europe. Le duo Mahrez-Sterling est encore au premier plan du jeu, puisque l'international algérien crée une passe décisive à la 68e et Sterling conclut le cinquième et dernier but de City sur le match, pour une victoire de 5-1. Durant le match, Mahrez est remarqué par son pressing intense malgré le score fleuve de son équipe,. Pour la deuxième fois consécutive en Premier League, il est remplaçant de City, qui gagne son match par 3-0, contre Aston Villa. Il faut attendre trois jours, le 29 octobre 2019, pour voir Mahrez titulaire contre Southampton en Coupe de la Ligue. Sur une action initiée par Mahrez, Sergio Agüero marque le deuxième but du match, et qualifie Manchester au tour suivant grâce à une victoire 3-1,. Trois jours après, City affronte encore ce même adversaire mais cette fois-ci, pour la troisième fois d'affilée en Premier League, Mahrez est remplaçant. Il joue le match retour contre l'Atalanta Bergame, où il est remplacé par Kyle Walker (87e), à la suite de l’expulsion du gardien citizen Claudio Bravo. Malgré cela, Manchester City arrive à tenir le match nul (1-1),. À la grande déception des supporters, lors du choc face à Liverpool pour la première place du championnat, Mahrez sera sur le banc, il déclare :

« Moi, je préfère toujours jouer, comme tous les joueurs. Tout joueur rejette le banc de touche. Mais, il faudra toujours respecter les décisions du maître. On n’a pas le choix, on doit l’accepter et continuer à travailler de manière professionnelle. Ce genre de situation peut arriver à tous les joueurs, c’est selon la philosophie de l’entraîneur. »

— Riyad Mahrez s’exprimant sur la chaîne officielle de Manchester City.
Le match se termine sur la défaite de Manchester City sur le score de 3-1. Liverpool se démarque ainsi du classement et se rapproche de plus en plus du titre de champion d'Angleterre,. De retour de sélection plus tôt, Mahrez dispute un autre choc le 23 novembre 2019 face à Chelsea. Il inscrit le but qui permet de prendre l'avantage et par la suite d'emporter la victoire à la 37e minute à la suite d'un service de Rodri (victoire 2-1 des Sky Blues). Au match suivant, retour, contre le Chakhtar Donetsk, il reste sur le banc tout le long du match. Le 30 novembre 2019, Manchester City et Mahrez réalisent une mauvaise opération en déplacement à Newcastle. En effet, les Citizens concèdent le match nul (2-2) et le club se décroche plus que jamais de Liverpool avec onze points de retard. Durant ce match, Riyad Mahrez est remplacé par Bernardo Silva à la 69e minute, et essuie des critiques après ce match. Par conséquent, il commence le match suivant face à Burnley FC sur le banc, et entre sur le terrain seulement à la 72e minute. Pourtant, ces dix-huit minutes lui suffisent amplement pour inscrire son cinquième but de la saison, et par ailleurs son 50e but en Premier League. City s'impose 1-4. Lors du derby mancunien, Pep Guardiola décide malgré sa dernière bonne prestation de le mettre sur le banc, d'où il entre en jeu seulement à la 65e minute. Vingt minutes plus tard, il offre une passe décisive sur corner à Nicolás Otamendi qui permet de revenir sur le score de 1-2. Cependant, après de nombreux efforts de la part des Sky Blues, le score ne change plus jusqu’à la fin du match,. Malgré la défaite, grâce à cette bonne entrée, Guardiola décide de le titulariser tous les matchs suivants, y compris les matchs durant le Boxing Day. Pour la dernière journée du premier tour en Ligue des champions, Manchester City affronte au retour le Dinamo Zagreb. Durant ce match, le natif de Sarcelles permet à City d’égaliser en offrant une passe décisive à Gabriel Jesus. Le 21 décembre 2019, Mahrez est le grand artisan de la victoire de City sur Leicester (3-1) : seul depuis le milieu de terrain, il dribble tous le milieu des Foxes, puis tire depuis les 25 mètres le premier but du match. Pendant ce Boxing Day, pour ce dernier match de 2019, il offre une passe à Kevin de Bruyne, qui marque le deuxième but contre Sheffield United,.
Pour cette année 2020, Mahrez inscrit un but durant le second derby mancunien de cette saison, à la 33e minute. En Coupe de la Ligue, le 12 janvier 2020, il arrive à inscrire son premier doublé de cette saison, face à Aston Villa, en marquant respectivement à la 18e et la 24e. Le match se termine sur le score de 6-1. Grâce à cette victoire, City prend la deuxième place,. Il faut attendre quelques matchs pour voir Mahrez être au premier plan du jeu. Ironiquement, ce sera contre son ancien club Leicester City. En effet, le 22 février 2020, il offre une passe décisive pour le seul but de ce match. Guardiole le met dans le onze rentrant en Ligue des champions face au Real Madrid pour le match aller. Il réalise un bon match où il rate cependant un face-à-face contre Thibaut Courtois. Malgré ce petit bémol, Manchester City arrive à gagner sur le terrain de Madrid sur le score de 1-2,. Le 4 mars 2020, Mahrez reçoit son premier carton jaune de la saison contre Sheffield Wednesday en fin de match, en huitième de finale de Coupe d'Angleterre. À la suite de la pandémie de Covid-19, le foot anglais et même européen pour la plupart reprendra seulement six mois après, le 22 juin 2020, Mahrez inscrit son deuxième doublé de la saison face Burnley. Il marque ses huitième et neuvième buts en Premier League,. Le 8 juillet, il marque symboliquement son dixième but de la saison face aux Magpies de Newcastle. Enfin, le dernier match de cette saison en Premier League de City, il marque son onzième but, City et Mahrez terminent deuxième au classement final. La saison termine en Angleterre mais pas sur la scène européenne, Mahrez et son équipe affrontent en quart de finale de Ligue des champions l'Olympique lyonnais. Résultat surprenant, City se fait éliminer. Mahrez ne joua que 35 minutes durant le match retour, ce qui engendrera beaucoup de critique envers Pepe Guardiola de la part de certains journalistes et supporters,.

##### Finaliste européen (2020-2021)
Pour sa troisième saison avec Manchester City, il ne débute pas le championnat. Le 7 septembre 2020, Mahrez, avec l'international français Aymeric Laporte sont testés positifs au Covid-19. Cependant, Riyad Mahrez sera asymptomatique au virus et par conséquent placé à l’isolement. Après des rumeurs qui parlaient de l’intérêt du Real Madrid, le président du club Florentino Perez précise que son club ne recrutera personne durant ce mercato d’été. Au bout de deux semaines de repos, Mahrez fait son entrée contre Bournemouth en coupe de la ligue, où son équipe gagne 2-1. Le 27 septembre 2020, pour son 200e match, il marque son premier but de la saison d'une splendide reprise, face à son ancien club de Leicester City. Dans ce même match, il sera aussi passeur, son but sera élu plus beau but du mois de septembre par les supporters des Sky Blues. Le 28 novembre 2020, il réalise un coup du chapeau (la deuxième de son histoire en Premier League) contre Burnley FC, où il marque respectivement à la 6e, 22e et 69e minutes de jeu (victoire des Sky Blues 5-0).
Le 25 avril 2021, Ryad Mahrez remporte pour la troisième fois la Coupe de la Ligue anglaise. Cette victoire est synonyme de 2 records pour l’Algérien. Premièrement, il égalise en termes de victoire Didier Drogba où chacun a remporté trois fois cette coupe. Deuxièmement, il remporte le Alan Hardaker Trophy (en), trophée qui désigne l'homme du match en finale de Coupe de la Ligue anglaise. Mahrez est le deuxième africain à remporter ce trophée derrière Drogba, mais sera le premier joueur maghrébin et arabe à l'avoir.
Le 28 avril 2021, il marque le second but de Manchester City face au PSG, en demi-finale aller de Ligue des champions. Le 4 mai 2021, Mahrez marque deux buts face au Paris Saint-Germain permettant à Manchester City de se qualifier en finale de la Ligue des champions pour la première fois de son histoire.
Le 29 mai 2021, Mahrez et Manchester City perdent en finale de Ligue des champions, face au Chelsea FC, sur le score de 1-0. Durant ce match, la seule occasion concrète des Sky Blues fut une frappe de l'international algérien qui passa juste au-dessus de la cage d'Édouard Mendy.
Malgré cette défaite en finale de Ligue des Champions, Manchester City est entre-temps champion d'Angleterre pour la 7e fois. Mahrez devient le deuxième joueur africain à remporter le plus la Premier League, trois fois, juste derrière Didier Drogba, qui l'a remporté quatre fois.

##### Saison (2021-2022)
Au cours de la saison 2021-2022, Riyad Mahrez a été un véritable buteur pour Manchester City, en Premier League, où son équipe a remporté le titre, avec 11 buts et 5 passes décisives ainsi qu'en UEFA Champions League où il a marqué 7 buts avec 2 passes décisives. Il a ainsi contribué au parcours de son équipe dans la compétition, qui s'est arrêté en demi-finale face au Real Madrid. Mahrez a terminé la saison en tant que meilleur buteur de son club, avec 24 buts marqués en 47 matchs joués.

#### Départ en Arabie saoudite
Le 28 juillet 2023, Riyad Mahrez s'engage avec l'Al-Ahli FC (club promu en D1) en paraphant un contrat de quatre ans jusqu'en 2027,.

### Équipe d’Algérie

#### Révélation lors du Mondial 2014

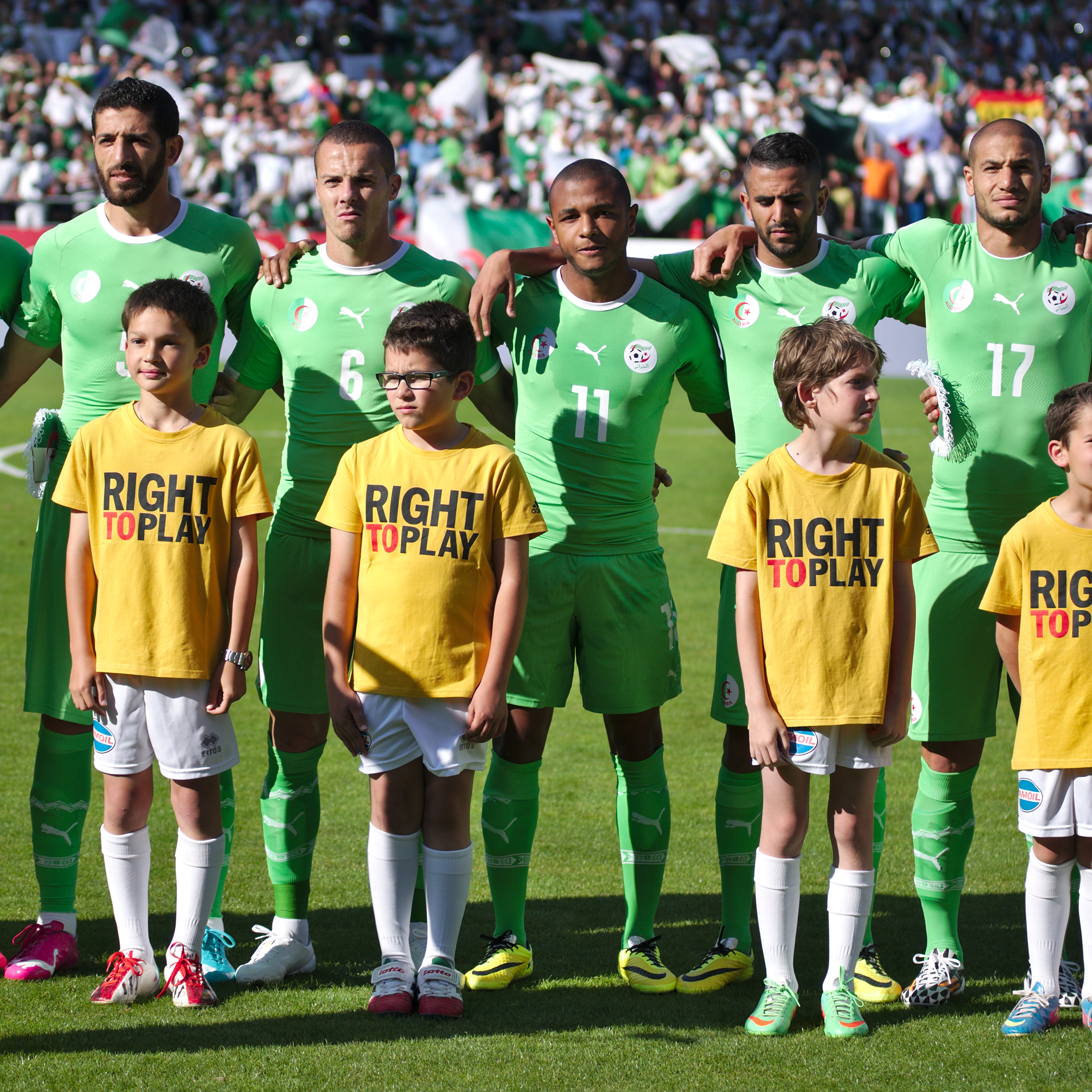
Premier match de Riyad Mahrez, contre l’Arménie

Possédant la double nationalité franco-algérienne, Mahrez choisit de représenter l'Algérie, le pays d’origine de ses parents, en étant convoqué en mai 2014 à l'âge de 23 ans, à l’occasion du stage de pré-Mondial. Il déclare en 2016 : « Mon père me prenait souvent avec lui en vacances en Algérie, je me sentais depuis plus algérien, et ça me tenait à cœur de porter le maillot de l'Algérie. Je suis très content d'avoir exaucé ce rêve ». Le 10 mai 2014, il est convoqué par Vahid Halilhodžić dans une pré-sélection de 30 joueurs avant le Brésil pour le stage de préparation à Sidi Moussa. Le 31 mai 2014, Riyad Mahrez honore sa première sélection avec l'Algérie face à l'Arménie lors d'un match amical. Mahrez est l'un des Algériens les plus en vue en délivrant une passe décisive pour Nabil Ghilas. Le 2 juin 2014, il fait définitivement partie de la liste des vingt-trois joueurs retenus pour la Coupe du monde au Brésil par Vahid Halilhodžić. Ce dernier se dit impressionné par les qualités techniques du joueur.
Le 17 juin 2014, il dispute son premier match de coupe du monde, face à la Belgique, en tant que titulaire pour une défaite 2 à 1, dans le cadre de la première journée du groupe H, au stade de l'Estádio Mineirão à Belo Horizonte. Après des critiques concernant le jeu de l’Algérie, que ce soit par les supporters ou les médias, pour les matchs suivants du mondial 2014, Vahid Halilhodžić décide de le mettre sur le banc au profit de Abdelmoumene Djabou pour avoir un style de jeu plus offensif, par exemple contre la Corée du Sud avec un résultat payant puisque l’Algérie gagne 4-2. Avant le troisième et dernier match du groupe, il dira : « aborder le dernier match avec plus de sérénité et moins de pression. Sincèrement, si on ne joue pas n’importe comment, on passera en huitièmes. Je pense que nous avons le potentiel pour réaliser cet exploit. Il ne faut surtout pas chercher à jouer le nul, c’est la plus grosse erreur que l’on puisse commettre. Elle risque de nous être fatale ». Il est aussi sur le banc durant le match décisif contre la Russie pour la qualification du second tour, où d'ailleurs les Fennecs et lui réalisent l'exploit de passer le premier tour. Pour le dernier match contre l'Allemagne (future champion du monde 2014), en huitième de finale, il est sur le banc et assiste à l'élimination des siens et la fin de l'aventure de 2014,.

#### Échec à la Coupe d'Afrique 2015

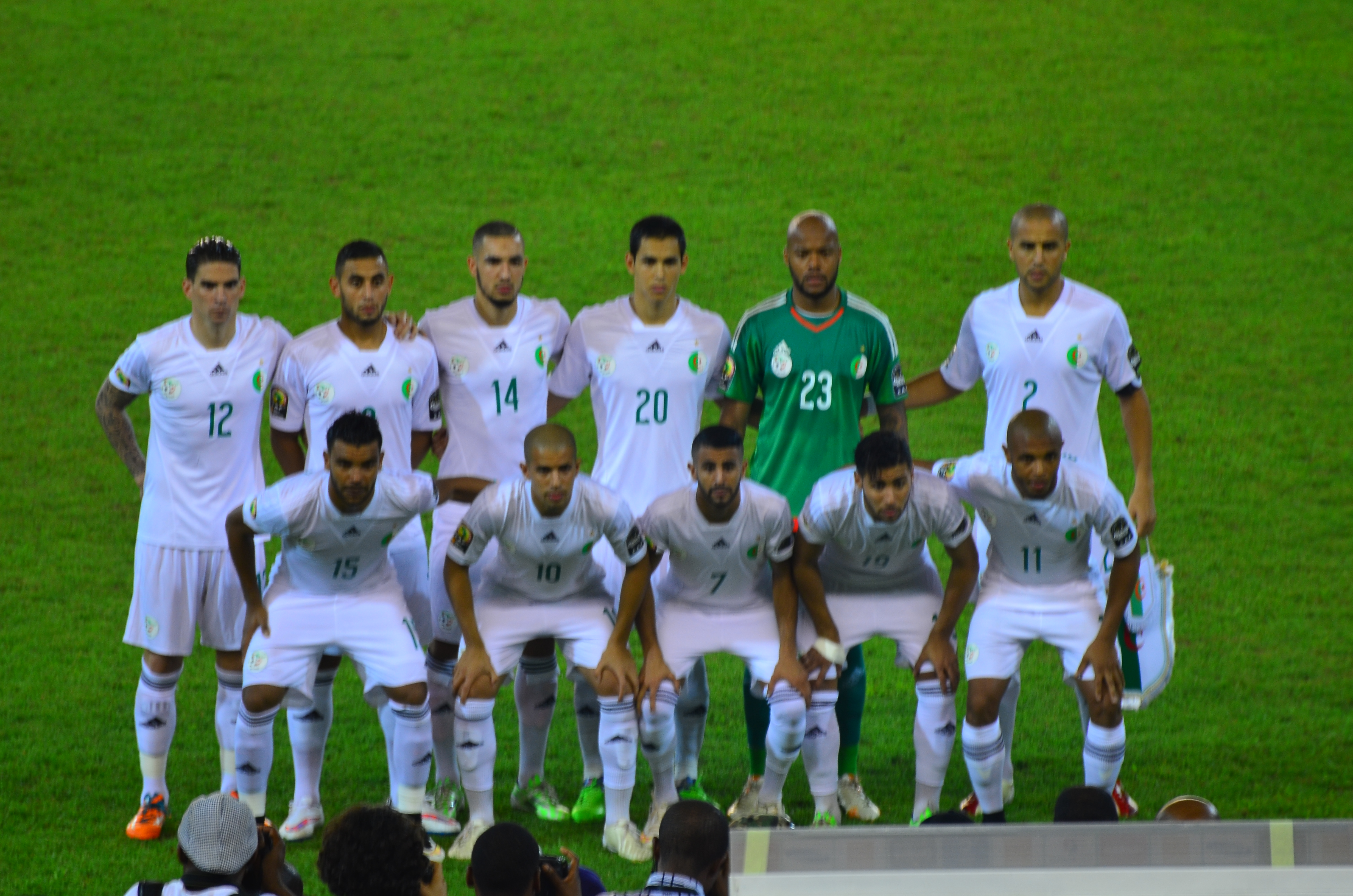
Algérie-Coté d'Ivoire en quart de finale CAN 2015, ici Mahrez numéro 7.

Après un mondial mémorable, il n'est plus entraîné par Vahid Halilhodžić mais par Christian Gourcuff, venant tout droit du FC Lorient, de retour sur la scène africaine. Il est convoqué pour les matchs internationaux du mois de septembre dans le cadre des éliminatoires la CAN 2015. Face à l'Éthiopie, il est sur le banc. Il remplace Hillel Soudani à la 77e minute. Pour la première fois en terre africaine, pendant ce match, il réussit à créer sa première passe en direction de Yacine Brahimi qui conclut le 0-2, (victoire 1-2). Grâce à cette bonne performance, le coach breton décide de le mettre dans le onze rentrant au match suivant. Là aussi, pour son premier match en Algérie, il offre une superbe passe décisive sur un coup franc à Carl Medjani, qui inscrit le seul but du match (victoire 1-0). Il est appelé pendant le stage du mois d'octobre, où il s'envole avec la sélection à Blantyre, au Malawi. Son équipe et lui s'imposent sur le score de 0-2. De retour à Alger, le 15 octobre 2014, Mahrez est cette fois-ci plus décisif que face à la sélection du Malawi mais surtout il marque son premier but avec la sélection à la 45e sur une passe de Sofiane Feghouli. Le natif de Sarcelles est également passeur à la 54e pour Islam Slimani qui conclut le dernier but du match (victoire 3-0). Pour les derniers matchs de ces éliminatoires, le 15 novembre 2014, il réalise le même exploit en étant passeur et buteur, passeur, comme au match suivant. Cette fois-ci, c'est lui qui délivre une passe à Sofiane Feghouli qui égalise, puis il marque son second but sous le maillot vert 8 minutes seulement après l’égalisation. Là aussi, Islam Slimani lui sert une passe en retrait et Mahez fait un superbe enroulé. Le match se termine par une victoire des Fennecs sur le score de 3-1. Pour le dernier match, il s'envole à Bamako pour affronter en match retour le Mali. Il commence sur le banc avant de prendre la place à l'ancien milanais Djamel Mesbah à la 58e. Malgré cela, lui et son équipe perdent sur le score de 2-0 mais ce résultat n'aura pas d'importance étant donné que Mahrez et l’Algérie étaient déjà qualifiés avant ce match, pour la Coupe d'Afrique des nations 2015.
Il sera sans surprise dans la liste des 23 qui participeront au tournoi final au Gabon. Il joue contre la Tunisie au Stade olympique de Radès de Tunis en match amical, seulement une mi-temps avant d’être remplacé par Saphir Taïder. Le match se termine sur un nul 1-1. Pour sa première expérience africaine, il joue la première journée du groupe C face aux Bafana Bafana dans un match plutôt décevant de sa part et celle de son équipe. Il est remplacé par Ishak Belfodil à la 60e. L’Algérie arrive cependant à inverser le rôle et remporter le match 3-1. À cause de cette mauvaise performance, il sera remplaçant face au Blacks Stars du Ghana. Il rentre à la 71e, à la place de Medhi Lacen. Lui et son équipe perdent à la dernière minute sur le score 1-0, cette défaite étant importante car Mahrez et les siens sont dans l'obligation de ne pas faire un mauvais résultat. Le 27 janvier 2015, suite d'une passe décisive des 40 mètres de Madjid Bougherra, Riyad Mahrez arrive à contrôler parfaitement la balle avec son pied gauche pour ensuite mettre une frappe avec son pied droit à ras de terre et marquer le premier but du match et aussi le premier but en compétition africaine. À la fin des 90 minutes, lui et son équipe s'imposent sur le score de 2-0 et se qualifient en quart de finale. D'ailleurs, il est élu homme du match,,. Le tour suivant face à la Côte d'Ivoire, dans un match très physique et très intense dans le jeu, il arrive à créer une passe décisive à la 51e minute pour Hillal Soudani qui égalise (1-1). Cependant, les Ivoiriens étant plus entreprenants et athlétiques, ils arrivent à mettre le deuxième but, Riyad Mahrez est remplacé par Ishak Belfodil. Malgré tous leurs efforts, Gervinho inscrit le but du KO (défaite 3-1). Mahrez et l’Algérie sortent de la compétition avec beaucoup de déception.

#### Désillusion à la Coupe d'Afrique 2017

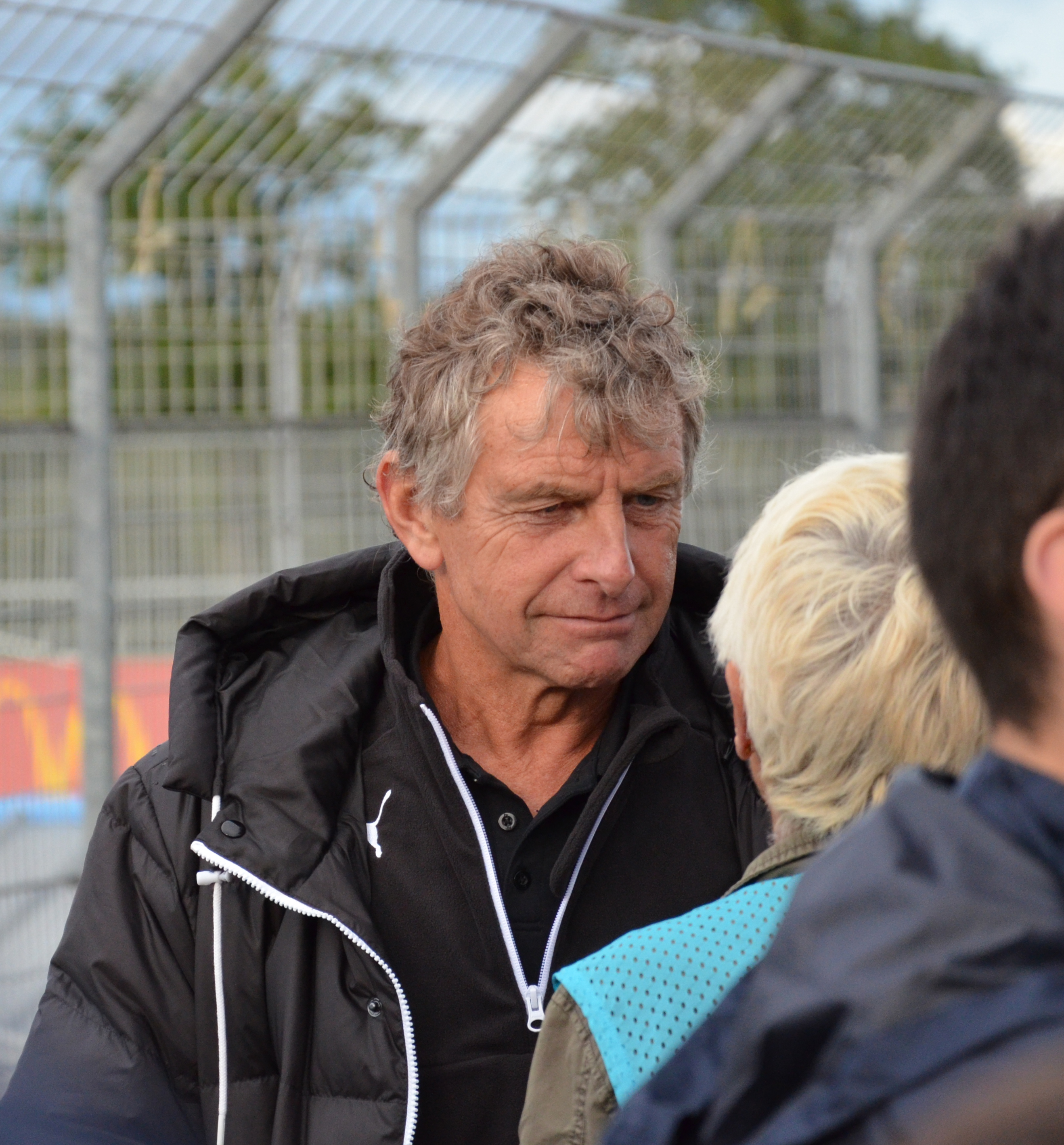
C'est sous le coaching de Christian Gourcuff que Mahrez portera le numéro 7 définitivement.

Le 16 mars 2015, il fait partie des 23 joueurs qui participeront au stage à Dubaï, où il joue brièvement contre le Qatar (défaite 1-0, face au Qatar de Djamel Belmadi qui deviendra par la suite l’entraîneur de l’Algérie) et contre Oman (victoire 1-4). En juin 2015, les événements s’enchaînent : il participe aux éliminatoires de la CAN 2017 où, face aux Seychelles, il est double passeur. Pour le premier but, il adresse une passe que reprendra Hillel Soudani à la 46e minute. Le second intervient à la dernière minute du jeu où, sur une contre-attaque, il sert Nabil Bentaleb : victoire 4-0 de Mahrez est son pays,. Il s'envole avec les Verts à Maseru pour affronter le Lesotho pour la deuxième journée des éliminatoires, le 6 septembre, dans un match assez houleux de la part des deux équipes. À la 32e minute, d'une superbe louche, il trouve le latéral du Napoli, Faouzi Ghoulam, dans la surface. Seul face au gardien, il marque. Mahrez jouera le match en entier ; l’Algérie s'impose 1-3,. En match amical contre la Syli national, dès la deuxième minute, il fait une passe en retraite à Slimani qui ouvre le score (défaite 1-2). Contre le Sénégal, il joue le match en entier sans être particulièrement décisif (victoire 1-0). Durant la trêve internationale de 2015, Mahrez est appelé avec l’Algérie pour le deuxième tour des éliminatoires de la Coupe du monde de football 2018, sur le terrain de la Tanzanie au Benjamin Mkapa National Stadium à Dar es Salam. Alors que l'Algérie est menée 2-1, il permet à son équipe de revenir sur le match en adressant un centre à Slimani qui lui permet d’égaliser à la 74e minute par une reprise de volée. Le match se termine sur un nul (2-2). Encore une fois la paire Mahrez-Slimani aura été décisive pour les Verts,. Pendant le match retour, à Blida, dans un match très prolifique côté algérien, il inscrit le troisième but à la 42e sur une reprise de volée sur une passe de Faouzi Ghoulam dans la surface de réparation ; de retour de la mi-temps, à la 46e, il provoque un penalty qu'Islam Slimani n’hésite pas à transformer en 4-0 ; enfin, il est passeur sur un corner pour l'ancien monégasque Carl Medjani qui marque le 6-0. Le match se termine sur le score fleuve de 7-0. Ainsi Mahrez et l’équipe nationale algérienne se qualifient au tour suivant de ces éliminatoires. Le 25 mars 2016, contre l’Éthiopie, pour les qualifications à la CAN 2017, il réalise deux passes décisives : la première à Islam Slimani (32e minute), et la seconde à Saphir Taïder (75e minute) sur un corner sortant repris d'une magnifique reprise de volée de ce dernier. À noter que durant ce match, il rate deux face-à-face avec le gardien éthiopien, mais qui derrière sont récupérés tous les deux puis transformés en but par Feghouli aux 24e et 48e minutes. Il est remplacé sous les ovations du public par le Lillois Yassine Benzia à la 79e minute,. Au match retour en Éthiopie, dans un match à très haute altitude et sur un mauvais gazon, son équipe et lui arrivent à arracher le match nul 3-3. Ce sera la dernière fois que Riyad Mahrez sera coaché par Christian Gourcuff qui quitte ses fonctions pour être remplacé par son adjoint Nabil Neghiz. Durant son seul match sous sa tutelle, il ne peut pas jouer car le milieu de Leicester City a une légère blessure et donc le technicien algérien ne prend pas de risque de le faire jouer. Malgré cela, l’Algérie gagne et se qualifie à la CAN 2017. Pour le dernier match de ces éliminatoires de la CAN, il est entraîné Milovan Rajevac qui prend les rênes des fennecs. Sur ce match, Riyad Mahrez inscrit son premier doublet avec la sélection. Le premier but intervient sur un joli coup franc direct à la 18e minute. Ensuite, il provoque un penalty pendant le temps additionnel à la première période que son coéquipier de Montpellier, Ryad Boudebouz, transforme en 5-0. Enfin, il inscrit le sixième et dernier but (74e minute) du match (victoire 6-0). Il faut attendre le 12 novembre 2016, lors d'un face-à-face avec un « ogre » du continent africain, le Nigeria pour voir le champion d’Angleterre s'illustrer. En effet, à l'heure de jeu (66e minute), il envoie une passe à Nabil Bentaleb, seul dans les 30 mètres, qui envoie une frappe puissante en pleine lucarne qui réduit le score (2-1). Néanmoins, l'Algérie prend un dernier but et s'incline sur le score de 3-1. Cette défaite étant un très mauvais résultat car l'Algérie a déjà fait un match nul auparavant (première journée) contre le Cameroun (à la suite de ce match nul à domicile, Milovan Rajevac sera démis de ses fonctions, Riyad Mahrez sera coaché par Georges Leekens). Ajouté à cette défaite, Mahrez et l’Algérie s’éloignent plus que jamais du Mondial russe.
Il fait partie des 23 joueurs, sélectionnés pour aller jouer la Coupe d'Afrique des nations au Gabon. Pour autant, le technicien belge décide de le laisser au repos face à la Mauritanie, en match amical de préparation. En ouverture face au Zimbabwe, le nouveau ballon d'or africain Mahrez, n’hésite pas à ouvrir le score à la 12e minute sur une frappe enroulée élégante qui touche le poteau rentrant. Plus les minutes passent, plus le match devient intense : les Zimbabwéens arrivent à égaliser juste quatre minutes après l’ouverture du score de Mahrez, au grand étonnement des spectateurs. Ces derniers vont même marquer le second but sur penalty à la 28e minute. À la 17e minute, Mahrez réalise une seconde prouesse où, du milieu de terrain, il avance pour un tir au but qui trompe le gardien du Zimbabwe depuis les 25 mètres. Le match se finit sur un nul 2-2 ; il est élu homme du match par la CAF. Avec ce mauvais résultat, le joueur de Leicester et sa sélection sont dans l'obligation de ne pas réaliser un mauvais résultat contre leur adversaire suivant : la Tunisie, chose qu'ils n'arriveront pas à faire : les Aigles de Carthage s’imposeront sur l’Algérie de Mahrez sur le score de 2-1. Avec cette défaite, le dernier match est sans enjeu pour Mahrez. En dépit de cette quasi élimination, la star algérienne arrive quand même à être passeur pour le dernier match du groupe face au Sénégal, match qui se terminera par un nul, sur même score que le premier match (2-2). Mahrez et l’Algérie quittent la compétition par la petite porte, à la grande déception des supporters et des médias en Algérie. À la suite de cette déroute, Mahrez ne sera plus entraîné par Georges Leekens.

#### Élimination du mondial 2018
Au cours du stage du mois de juin 2017, il sera convoqué par le nouvel entraîneur Lucas Alcaraz, contre la Guinée, il joue 72e avant de laisse sa place à Sofiane Feghouli, (victoire 2-1). Le 11 du même mois, il joue la première journée des éliminatoires de la CAN 2019, où l’Algérie et Mahrez arrivent à s’imposer sur le plus petit des scores 1-0, contre la Guinée. Au cours de la double confrontation dans le cadre cette fois ci pour les qualifications au mondial 2018, face à la Zambie, il ne joue pas au match aller à Lusaka, où sa sélection perd 3-1, mais joue le retour au Stade Chahid Hamlaoui à Constantine, la aussi les fennecs perdent sur le plus petit des scores 0-1, à la suite de cela, Mahrez sera officiellement privé d'un deuxième mondial avec sa sélection, il ne participera pas au dernier match du technicien espagnol au Cameroun face aux Lions indomptables, (défaite 2-0),, le 10 octobre, Mahrez connaîtra son cinquième entraîneur qui quitte la sélection.
Rabah Madjer est le nouveau sélectionneur de l'Algérie, il convoque Riyad Mahrez pour son premier match à la tête de l’Algérie contre le Nigeria, pour la dernière journée des éliminatoires du mondial, il joue 63 minutes, remplacer par Sofiane Hanni, le match se termine sur un nul 1-1,. Le 14 novembre, contre la centrafricaine, il devient pour la première fois capitaine de la sélection, malgré un match assez timide de sa part, il réalise une passe décisive après un une-deux avec Yacine Brahimi (39e), ce dernier ouvre le score, le match se termine sur une victoire de 3-0, durant la conférence de presse d’après match, il sera témoin d'un accrochage verbal entre son sélectionneur et un journaliste,. Contre la Tanzanie, il ne sera plus capitaine, mais accomplira, deux passes à Baghdad Bounedjah (12e et 80e minutes), victoire 4-1, les matchs suivant, après que de mauvais résultat (4 défaites sur 4) sous l’ère Madjer, ce dernier est démis de ses fonctions.

#### Consécration à la Coupe d'Afrique 2019

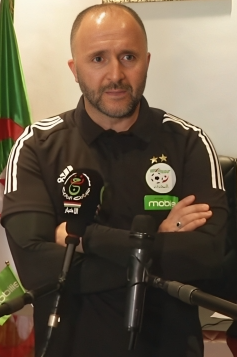
Djamel Belmadi en 2021, sélectionneur de l'équipe d'Algérie de football.

C'est avec l'arrivée de l'ancien international algérien, Djamel Belmadi, que Mahrez et l’Algérie retrouvent dans un premier temps la stabilité, puis le prestige perdu depuis le mondial 2014. Le premier match sous sa direction est contre la Gambie, pour le compte de la deuxième journée des éliminatoires de la CAN 2019, le déroulement de la rencontre s'est caractérisé par une scène  particulière , où des spectateurs ont pris place en bordure du terrain. Malgré des conditions difficiles, le match se termine sur le score de 1-1. Comme avec son ancien coach Rabah Madjer, il reçoit le brassard de capitaine contre le Bénin, (victoire 2-0). Pour le retour contre cette équipe, il ne joue que 28 minutes mais son entrée ne change pas grand-chose : il connaît sa première défaite (1-0) sous l’ère Belmadi. C'est justement durant le match suivant, dans un match crucial, que le natif de Sarcelles, prend son envol, contre le Togo à l’extérieur. Il permet aux Verts, de se qualifier officiellement pour la CAN 2019, en inscrivant un doublé, le premier but grâce à un lob de l'extérieur de la surface à la 13e minute et le second d'une frappe puissante du pied du droit à la 29e minute. Il effectue également une passe décisive à Baghdad Bounedjah, durant le temps additionnel (victoire 1-4). À la suite de ce match que Djamel Belmadi décide de lui confier le titre de capitaine définitivement. Malgré son absence pour le dernier match de ces qualificatifs contre la Gambie, pour son premier match pour cette année de 2019, il retrouve le terrain de la sélection et aussi son brassard de capitaine, contre la Tunisie, en amical, match durant lequel il provoque un penalty à la 68e minute, que Baghdad Bounedjah, transforme en 1-0, le score ne bougera pas la fin du match.
Sans surprise, il fait partie des 23 joueurs sélectionnés pour la phase finale de la CAN. Pour les deux rencontres de préparation avant le tournoi africain à huis clos, il joue tout le match contre le Burundi et contre le Mali il joue seulement 29 minutes en remplaçant le Dijonnais Mehdi Abeid à la 61e minute. En dépit du peu de temps passé sur le terrain, il réalise quand même une passe décisive au nouvel arrivé de la sélection, Andy Delort, qui marque le but de la victoire (2-3).
Avant le début du tournoi, avant même les matches de préparation, plusieurs médias algériens, avaient annoncé le choix définitif de Djamel Belmadi, de confier le brassard de capitaine à Riyad Mahrez pour le tournoi continental,. En effet, il est le capitaine, en phase de groupes, lors du premier match contre le Kenya. D'ailleurs dans ce match, il marque le deuxième but sur une passe en retrait de Ismaël Bennacer à la 42e minute (victoire 2-0 des Fennecs),. Juste avant le match choc de ce groupe, contre le Sénégal, il reçoit les éloges de El-Hadji Diouf, ancien international sénégalais. Riyad Mahrez réalise un bon match sans être cependant décisif mais son équipe et lui valident la qualification en huitième de finale dès la deuxième journée de ce groupe, avec une victoire de 1-0,. Pour le dernier match du groupe, face à la Tanzanie, l’Algérie étant déjà qualifiée, Djamel Belmadi décide de le mettre sur le banc pour le reposer ; il rentre en fin de match à la place de Adam Ounas à la 74e minute (victoire 3-0),. Mahrez et la sélection réalisent un sans-faute en remportant trois matchs sur trois.
Le 7 juillet, en huitième de finale contre la Guinée, dans un match très athlétique de la part des Guinéens, il fait un bon match où sur une passe de Ismaël Bennacer à la 57e minute ; il marque le but du break 2-0. Sur ce but, Riyad Mahrez fait un joli contrôle orienté qui efface le défenseur toulousain Issiaga Sylla et marque du pied gauche avec une frappe que le gardien adverse ne peut stopper. L’Algérie s'impose 3-0,, et est élu homme du match.
Le 11 juillet, en quart de finale contre la Côte d'Ivoire, dans un match, comme contre la Guinée, très athlétique et très intense, il a plusieurs occasions pour marquer sans succès. Il sort en fin de match à la place de Adam Ounas à la 86e minute. Il assiste depuis le banc à sa première qualification en demi-finale après victoire sur tirs au but,.
En demi-finale contre le Nigeria le 14 juillet, il réalise sans doute le match le plus complet avec la sélection. L’Algérie domine mais ne trouve pas le chemin des filets et c'est Riyad Mahrez qui débloque le match sur une passe de Youcef Belaïli : il rentre dans la surface de réparation des Nigérians, où il fait un centre détourné par le défenseur adversaire William Troost-Ekong qui marque contre son camp. Malgré cela les Super Eagles du Nigeria égalisent sur penalty après consultation de la VAR. En fin de match, Bennacer provoque un coup franc que Riyad Mahrez se charge de frapper. À la dernière minute de jeu, il marque le coup franc sur un tir côté gardien contre lequel ce dernier, trompé, ne peut rien,. Ainsi, il envoie son pays en finale de la Coupe d'Afrique, 29 ans après la dernière en 1990. Grand artisan de cette qualification, il est logiquement élu homme du match.
En finale de la Coupe d'Afrique des nations de football 2019, il affronte de nouveau le Sénégal d'Aliou Cissé, le 19 juillet 2019. Après un but de Bounedjah dès la deuxième minute, le score ne bouge pas malgré une domination nette de l'équipe sénégalaise (Victoire 1-0,). Il devient le second capitaine de l'histoire de la sélection algérienne après son ancien entraîneur Rabah Madjer à devenir champion d'Afrique,.

#### Coupe d'Afrique 2021 (2022)

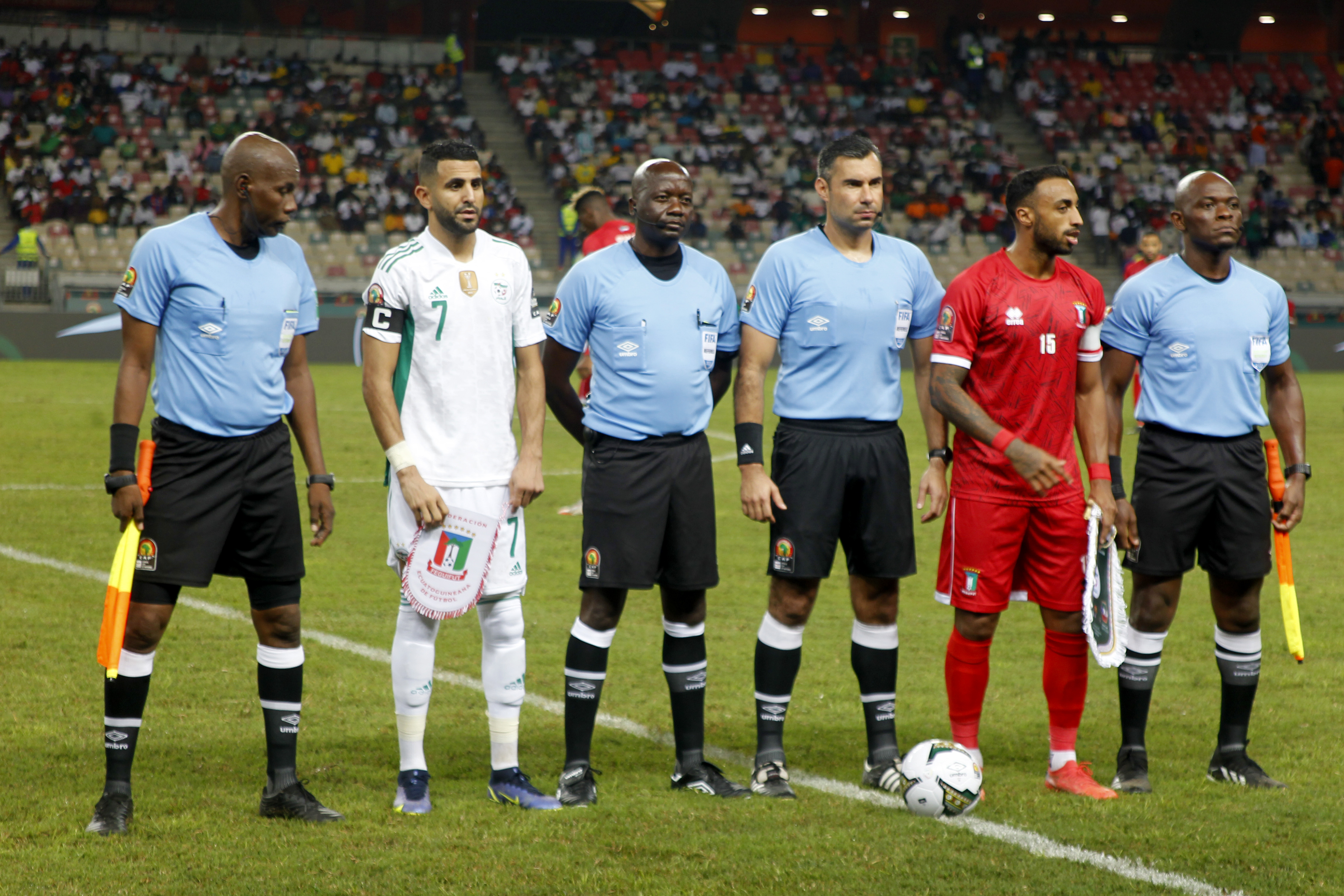
Mahrez avec le capitaine de la Guinée équatoriale pendant la CAN 2021.

L'Algérie est éliminée de la Coupe d'Afrique des nations 2021 en terminant dernière de son groupe avec un seul point, derrière la Côte d'Ivoire, la Guinée équatoriale et la Sierra Leone. À la suite de cette performance décevante, le capitaine des Fennecs, Riyad Mahrez, a réagi aux critiques négatives qui ont suivi l'élimination.

« On ne va pas se chercher d'excuses malgré les conditions : on a tout simplement pas été au niveau, moi le premier. Quand tout se passait bien, que nous gagnions et que l'on était en haut, tout le monde était derrière nous et encore beaucoup de nos frères, fans, compatriotes sont derrière nous aujourd'hui, mais je lis beaucoup de messages négatifs, et ça montre encore une fois que le foot va très vite dans les 2 sens. Cette compétition nous aura servi de rappel, et l'on reviendra plus forts de cela, soyez en sûrs. On rendra le peuple fier encore dans les matchs importants qui arrivent pour pouvoir aller à la coupe du monde inshaAllah. Merci à tous ceux qui nous soutiennent dans les bons comme dans les moments difficiles. »

— Riyad Mahrez

#### Élimination du mondial 2022
Le 29 mars 2022, l'Algérie est éliminée de la Coupe du monde au Qatar sur un scénario dramatique, après avoir perdu contre le Cameroun dans les dernières minutes de la prolongation.

#### Coupe d'Afrique 2023
Le 29 décembre 2023, il est retenu dans la liste des vingt-sept joueurs algériens sélectionnés par Djamel Belmadi pour disputer la Coupe d'Afrique des nations 2023.

## Statistiques

### En club
| Saison                | Club                  | Championnat           | Championnat | Championnat | Championnat | Coupe nationale | Coupe nationale | Coupe nationale | Coupe de la Ligue | Coupe de la Ligue | Coupe de la Ligue | Supercoupe | Supercoupe | Supercoupe | Compétition(s) continentale(s) | Compétition(s) continentale(s) | Compétition(s) continentale(s) | Compétition(s) continentale(s) | Total | Total | Total |
| Saison                | Club                  | Division              | M.          | B.          | P.d.        | M.              | B.              | P.d.            | M.                | B.                | P.d.              | M.         | B.         | P.d.       | Comp.                          | M.                             | B.                             | P.d.                           | M.    | B.    | P.d.  |
| 2009-2010             | Quimper CFC           | CFA                   | 27          | 2           | -           | 2               | 0               | 0               | -                 | -                 | -                 | -          | -          | -          | -                              | -                              | -                              | -                              | 29    | 2     | 0     |
| 2010-2011             | Le Havre AC rés.      | CFA                   | 32          | 13          | 2           | -               | -               | -               | -                 | -                 | -                 | -          | -          | -          | -                              | -                              | -                              | -                              | 32    | 13    | 2     |
| 2011-2012             | Le Havre AC rés.      | CFA                   | 25          | 11          | 3           | -               | -               | -               | -                 | -                 | -                 | -          | -          | -          | -                              | -                              | -                              | -                              | 25    | 11    | 3     |
| 2012-2013             | Le Havre AC rés.      | CFA                   | 3           | 0           | -           | -               | -               | -               | -                 | -                 | -                 | -          | -          | -          | -                              | -                              | -                              | -                              | 3     | 0     | 0     |
| Sous-total            | Sous-total            | Sous-total            | 60          | 24          | 5           | -               | -               | -               | -                 | -                 | -                 | -          | -          | -          | -                              | -                              | -                              | -                              | 60    | 24    | 5     |
| 2011-2012             | Le Havre AC           | Ligue 2               | 9           | 0           | 1           | 1               | 0               | 0               | 0                 | 0                 | 0                 | -          | -          | -          | -                              | -                              | -                              | -                              | 10    | 0     | 1     |
| 2012-2013             | Le Havre AC           | Ligue 2               | 34          | 4           | 3           | 5               | 1               | 0               | 1                 | 0                 | 0                 | -          | -          | -          | -                              | -                              | -                              | -                              | 40    | 5     | 3     |
| 2013-2014             | Le Havre AC           | Ligue 2               | 17          | 2           | 4           | 1               | 0               | 0               | 2                 | 3                 | 0                 | -          | -          | -          | -                              | -                              | -                              | -                              | 20    | 5     | 4     |
| Sous-total            | Sous-total            | Sous-total            | 60          | 6           | 8           | 7               | 1               | 0               | 3                 | 3                 | 0                 | -          | -          | -          | -                              | -                              | -                              | -                              | 70    | 10    | 8     |
| 2013-2014             | Leicester City FC     | Championship          | 19          | 3           | 4           | -               | -               | -               | -                 | -                 | -                 | -          | -          | -          | -                              | -                              | -                              | -                              | 19    | 3     | 4     |
| 2014-2015             | Leicester City FC     | Premier League        | 30          | 4           | 3           | 1               | 0               | 0               | 1                 | 0                 | 0                 | -          | -          | -          | -                              | -                              | -                              | -                              | 32    | 4     | 3     |
| 2015-2016             | Leicester City FC     | Premier League        | 37          | 17          | 11          | 0               | 0               | 0               | 2                 | 1                 | 0                 | -          | -          | -          | -                              | -                              | -                              | -                              | 39    | 18    | 11    |
| 2016-2017             | Leicester City FC     | Premier League        | 36          | 6           | 3           | 2               | 0               | 0               | 0                 | 0                 | 0                 | 1          | 0          | 0          | C1                             | 9                              | 4                              | 2                              | 48    | 10    | 5     |
| 2017-2018             | Leicester City FC     | Premier League        | 36          | 12          | 10          | 3               | 0               | 2               | 2                 | 1                 | 0                 | -          | -          | -          | -                              | -                              | -                              | -                              | 41    | 13    | 12    |
| Sous-total            | Sous-total            | Sous-total            | 158         | 42          | 31          | 6               | 0               | 2               | 5                 | 2                 | 0                 | 1          | 0          | 0          | -                              | 9                              | 4                              | 2                              | 179   | 48    | 35    |
| 2018-2019             | Manchester City FC    | Premier League        | 27          | 7           | 4           | 5               | 2               | 1               | 5                 | 2                 | 3                 | 1          | 0          | 0          | C1                             | 6                              | 1                              | 4                              | 44    | 12    | 12    |
| 2019-2020             | Manchester City FC    | Premier League        | 33          | 11          | 9           | 5               | 0               | 0               | 5                 | 1                 | 0                 | 0          | 0          | 0          | C1                             | 7                              | 1                              | 4                              | 50    | 13    | 13    |
| 2020-2021             | Manchester City FC    | Premier League        | 27          | 9           | 6           | 4               | 0               | 1               | 5                 | 1                 | 0                 | -          | -          | -          | C1                             | 12                             | 4                              | 2                              | 48    | 14    | 9     |
| 2021-2022             | Manchester City FC    | Premier League        | 28          | 11          | 5           | 4               | 4               | 1               | 2                 | 2                 | 1                 | 1          | 0          | 0          | C1                             | 12                             | 7                              | 2                              | 47    | 24    | 9     |
| 2022-2023             | Manchester City FC    | Premier League        | 30          | 5           | 10          | 5               | 5               | 1               | 2                 | 2                 | 0                 | 1          | 0          | 0          | C1                             | 9                              | 3                              | 2                              | 47    | 15    | 13    |
| Sous-total            | Sous-total            | Sous-total            | 145         | 43          | 34          | 23              | 11              | 4               | 19                | 8                 | 4                 | 3          | 0          | 0          | -                              | 46                             | 16                             | 14                             | 236   | 78    | 56    |
| 2023-2024             | Al-Ahli FC            | Saudi Pro League      | 32          | 11          | 13          | 1               | 1               | 0               | -                 | -                 | -                 | -          | -          | -          | -                              | -                              | -                              | -                              | 33    | 12    | 13    |
| 2024-2025             | Al-Ahli FC            | Saudi Pro League      | 31          | 8           | 10          | -               | -               | -               | -                 | -                 | -                 | 1          | 0          | 1          | ACL                            | 13                             | 9                              | 8                              | 45    | 17    | 19    |
| 2025-2026             | Al-Ahli FC            | Saudi Pro League      | -           | -           | -           | -               | -               | -               | -                 | -                 | -                 | 1          | 0          | 2          | ACL                            | -                              | -                              | -                              | 1     | 0     | 2     |
| Sous-total            | Sous-total            | Sous-total            | 63          | 19          | 23          | 1               | 1               | 0               | -                 | -                 | -                 | 2          | 0          | 3          | -                              | 13                             | 9                              | 8                              | 79    | 29    | 34    |
| Total sur la carrière | Total sur la carrière | Total sur la carrière | 513         | 136         | 101         | 39              | 13              | 6               | 27                | 13                | 4                 | 6          | 0          | 3          | -                              | 68                             | 29                             | 24                             | 653   | 191   | 138   |

### En sélection nationale
| Saison                | Sélection             | Phases finales        | Phases finales | Phases finales | Phases finales | Éliminatoires CDM | Éliminatoires CDM | Éliminatoires CDM | Éliminatoires CAN | Éliminatoires CAN | Éliminatoires CAN | Matchs amicaux | Matchs amicaux | Matchs amicaux | Total | Total | Total |
| Saison                | Sélection             | Compétition           | M              | B              | Pd             | M                 | B                 | Pd                | M                 | B                 | Pd                | M              | B              | Pd             | M     | B     | Pd    |
| --------------------- | --------------------- | --------------------- | -------------- | -------------- | -------------- | ----------------- | ----------------- | ----------------- | ----------------- | ----------------- | ----------------- | -------------- | -------------- | -------------- | ----- | ----- | ----- |
| 2013-2014             | Algérie               | Coupe du monde 2014   | 1              | 0              | 0              | -                 | -                 | -                 | -                 | -                 | -                 | 2              | 0              | 1              | 3     | 0     | 1     |
| 2014-2015             | Algérie               | CAN 2015              | 4              | 1              | 1              | -                 | -                 | -                 | 7                 | 2                 | 6                 | 3              | 0              | 0              | 14    | 3     | 7     |
| 2015-2016             | Algérie               | -                     | -              | -              | -              | 2                 | 1                 | 2                 | 3                 | 0                 | 3                 | 2              | 0              | 1              | 7     | 1     | 6     |
| 2016-2017             | Algérie               | CAN 2017              | 3              | 2              | 1              | 2                 | 0                 | 1                 | 2                 | 2                 | 0                 | 1              | 0              | 0              | 8     | 4     | 2     |
| 2017-2018             | Algérie               | -                     | -              | -              | -              | 2                 | 0                 | 0                 | -                 | -                 | -                 | 5              | 0              | 4              | 7     | 0     | 4     |
| 2018-2019             | Algérie               | CAN 2019              | 7              | 3              | 0              | -                 | -                 | -                 | 4                 | 2                 | 0                 | 3              | 0              | 1              | 14    | 5     | 1     |
| 2019-2020             | Algérie               | -                     | -              | -              | -              | -                 | -                 | -                 | 1                 | 0                 | 1                 | 3              | 2              | 1              | 4     | 2     | 2     |
| 2020-2021             | Algérie               | -                     | -              | -              | -              | -                 | -                 | -                 | 3                 | 3                 | 2                 | 4              | 3              | 0              | 7     | 6     | 2     |
| 2021-2022             | Algérie               | CAN 2021              | 3              | 0              | 0              | 8                 | 5                 | 2                 | -                 | -                 | -                 | -              | -              | -              | 11    | 5     | 2     |
| 2022-2023             | Algérie               | -                     | -              | -              | -              | -                 | -                 | -                 | 3                 | 1                 | 2                 | 5              | 3              | 1              | 8     | 4     | 3     |
| 2023-2024             | Algérie               | CAN 2023              | 3              | 0              | 0              | 2                 | 0                 | 0                 | 1                 | 0                 | 0                 | 5              | 1              | 3              | 11    | 1     | 3     |
| 2024-2025             | Algérie               | -                     | -              | -              | -              | 2                 | 0                 | 2                 | 5                 | 1                 | 0                 | 2              | 0              | 0              | 9     | 1     | 2     |
| Total sur la carrière | Total sur la carrière | Total sur la carrière | 21             | 6              | 2              | 18                | 6                 | 7                 | 29                | 11                | 14                | 35             | 9              | 12             | 103   | 32    | 35    |

#### Matchs internationaux
Le tableau suivant liste les rencontres de l'équipe d'Algérie dans lesquelles Riyad Mahrez a été sélectionné depuis le 31 mai 2014 jusqu'à présent.

## Palmarès

### En club
Avec son club de Leicester City il remporte le Championnat d'Angleterre de football de deuxième division. En 2014, avant d'être sacré champion d'Angleterre deux après, il est aussi finaliste en 2016, en Community Shield. Son premier titre avec Manchester City est justement dans cette compétition perdue en 2018. L’année suivante, il réalise un quadruplé avec son équipe, en remportant tous les trophées nationaux : le championnat d'Angleterre, la Coupe d'Angleterre, la Coupe de la Ligue anglaise et le Community Shield. Enfin, en 2020, il remporte juste la Coupe de la Ligue anglaise.
| Leicester City (2) | Manchester City (11) | Al-Ahli FC (1)                                          |
| --- | --- | ------------------------------------------------------- |
| - Premier League (1) : - Champion : 2016 - Championship (1) : - Champion : 2014 - Community Shield : - Finaliste : 2016 | - Premier League (4) : - Champion : 2019, 2021, 2022 et 2023 - Vice-champion : 2020 - Ligue des champions (1) : - Vainqueur : 2023 - Finaliste : 2021 - Coupe de la Ligue anglaise (3) : - Vainqueur : 2019, 2020 et 2021 - Coupe d'Angleterre (2) : - Vainqueur : 2019, 2023 - Community Shield (1) : - Vainqueur : 2018 - Finaliste : 2021 et 2022 | - Ligue des champions de l’AFC (1) : - Vainqueur : 2025 |

### En sélection nationale
Avec la sélection algérienne, Riyad Mahrez remporte la Coupe d'Afrique des nations de football 2019.
| Algérie (1)                                           |
| ----------------------------------------------------- |
| - Coupe d'Afrique des nations (1) - Vainqueur en 2019 |

## Distinctions personnelles
- 2015 :
  - Ballon d'or algérien
  - Membre l'équipe type des Africains d'Europe de France Football[301]
  - Membre de l'équipe type du Maghreb de France Football[302]
  - Meilleur joueur maghrébin par les internautes de France Football
  - Personnalité sportive de l'année en Angleterre[303]
- 2016 :
  - Joueur de l'année PFA de Premier League avec Leicester City[31]
  - Joueur africain de l'année[304]
  - Ballon d'or algérien
  - Joueur de la saison en Premier League avec Leicester City[305]
  - Membre de l'équipe type de Premier League[306]
  - Joueur de l’année par les supporters de Leicester City
  - Membre de l'équipe type CAF
  - Prix de la CAF du XI Africain
  - BBC African player of the year - Footballeur africain de l'année
  - Meilleur joueur maghrébin par les internautes de France Football
  - Membre de l'équipe type des phases de poules de Ligue des champions de l’UEFA
  - Meilleur dribbleur de la Premier League[307].
  - Trophée du meilleur joueur arabe de l'année décerné par El Heddaf[308]
  - Talent d'or africain[309]
  - Ballon d'or : 7e du classement avec 20 points
- 2017 :
  - Homme du match de la Coupe d'Afrique des nations face au Zimbabwe
- 2018 :
  - Membre de l'équipe type CAF
  - Meilleur joueur du mois d'octobre de Manchester City[310]
  - Membre de l'équipe type du Maghreb de France Football[311]
- 2019 :
  - Membre de l'équipe type de la Coupe d'Afrique des nations
  - Meilleur joueur du mois de septembre de Manchester City
  - Ballon d'or : 10e du classement avec 33 points
  - Meilleur joueur arabe de l'année 2019, selon le sondage annuel organisé par la chaîne de télévision MBC
  - Membre de l'équipe type des Africains d'Europe en 2019 de France Football[312]
  - Membre de l'équipe type du Maghreb de France Football
  - Meilleur joueur maghrébin par les internautes de France Football[313]
  - Meilleur joueur du mois de décembre de Manchester City
  - Membre de l'équipe type CAF
  - Prix de la CAF du XI Africain
  - Plus beau but de l'année (CAF Awards)
  - DZFoot d'Or[314],[315]
  - Membre de l'équipe type Coupe d'Afrique des nations.
  - Plus beau but de la Coupe d'Afrique des nations
- 2020 :
  - Meilleur joueur en Europe du mois de janvier par CIES (Centre International d’Étude du Sport)
  - Meilleur footballeur algérien de l’Histoire, selon un sondage organisé par la Fédération internationale de football (FIFA).
- 2021 :
  - Meilleur joueur du mois de février de Manchester City
  - Membre de l'équipe type des éliminatoires de la CAN 2022 par Orange Football Club
  - Meilleur joueur africain du mois de mars par Orange Football Club
  - Homme du match lors de la finale de Coupe de la Ligue 2021[316]
  - Membre de l'équipe type africaine de l’année du Onze Mondial[317]
- 2022 :
  - Meilleur buteur de la FA Cup[318]
- 2023 : 
  - Membre de l'équipe type de FA Cup
  - Homme du match lors des 1/8eme de finale aller de Ligue des champions face a Leipzig
  - 2ème meilleur buteur de la FA Cup avec 5 but[319]
- 2024 : 
  - Meilleur passeur de la SPL avec 13 passe décisive lors de la saison 2023/2024
  - Plus beau but de la 8ème journée de SPL[320]
  - Membre de l'équipe type de SPL lors de la saison 2023/2024[321]
  - le prix du meilleur but de l'AFC du groupe Ouest [322]
- 2025 : 
  - Plus beau but de la 28ème journée de SPL [323]
  - 2ème meilleur buteur de l'ACL avec 9 but lors de la saison 2024/2025
  - Meilleur passeur de l'ACL avec 8 passe décisive lors de la saison 2024/2025

### Classements auBallon d'or
| Années | Classements | % des suffrages | Clubs           | Vainqueurs                  |
| ------ | ----------- | --------------- | --------------- | --------------------------- |
| 2016   | 7e          | 1,28 %          | Leicester City  | Cristiano Ronaldo (47,85 %) |
| 2019   | 10e         | 3,16 %          | Manchester City | Lionel Messi (24,36 %)      |
| 2021   | 20e         | 0,26 %          | Manchester City | Lionel Messi (22,54 %)      |
| 2022   | 12e         | 0,27 %          | Manchester City | Karim Benzema (36,90 %)     |

### Classements aujoueur africain de l'année
| Année | Classement | Club           | Vainqueur            |
| ----- | ---------- | -------------- | -------------------- |
| 2016  | 1re        | Leicester City | 361 pts              |
| 2019  | 3e         | Liverpool      | Sadio Mané (477 pts) |

### Autres classements
|  |  |  |  | Joueur maghrébin de l'année : - 2015 - 2016 - 2019 |  | CAF Team of the Year : - 2016 - 2017 - 2018 - 2019 |  | Footballeur africain de l'année : - 1er en 2016 - 4e en 2017 - 4e en 2018 - 3e en 2019 |

### Décorations
- Achir de l'Ordre du Mérite national algérien[332]
- Médaille de la ville de Sarcelles[333]

## Records
- Premier joueur algérien à inscrire un hat-trick en Premier League[334]
- Premier joueur Algérien, arabe et africain à remporter le PFA Awards[335]
- Transfert le plus cher pour un joueur algérien[336]
- Deuxième algérien à remporter l'UEFA Champions League après Rabah Madjer[337]
- Premier joueur de Manchester City à inscrire un triplé à Wembley[338]
- Meilleur buteur algérien de l'histoire de la Coupe d'Afrique des nations (6 buts)[339]
- Premier joueur Algérien à marquer en demi-finale de Ligue des champions[340]
- Joueur africain ayant remporté le plus la Coupe de la Ligue anglaise, 3 fois, à égalité avec Didier Drogba[341]
- Meilleur passeur de l'histoire de l'equipe nationale Algérienne
- Meilleur buteur algérien et maghrébin de l’histoire en Ligue des champions de l'UEFA avec 20 buts[342]
- 5 ème meilleur buteur africain de l’histoire en Ligue des champions de l'UEFA avec 20 buts[342]
- Le joueur africain le plus titré en Premier League, 5 fois[343]
- Deuxième algérien à remporter l'AFC Champions League après Nadir Belhadj [344]

## En-dehors du football

### Vie médiatique
En juillet 2020, il occupe la première place de l’index de classification de Heepsy des influenceurs sur le réseau social Instagram. Il compte en effet plus de 5 millions d'abonnés à cette date.

### Vie privée
Riyad Mahrez est marié à partir d'août 2015 avec Rita Janet Johal, mannequin et ancienne entrepreneuse britannique originaire de Gravesend, au sud de Londres,. Le couple s'est rencontré en 2014, après le transfert du joueur à Leicester, et a deux filles : Inaya, née fin 2015, et Ayla, née en 2016. Le couple divorce courant 2020. En octobre 2020, Riyad Mahrez est en couple avec l'Anglaise Taylor Ward après sa rupture avec Johal. Ils annoncent leurs fiançailles le 21 juin 2021. Le couple donne naissance à une fille en juillet 2022. En juin 2025, ils annoncent sur leurs réseaux sociaux attendre leur deuxième enfant.
Il est de confession musulmane. Selon son ami Youssef Ghanmi : depuis la mort de son père, il a commencé à prier et se rend régulièrement à la mosquée.